# Канада на зимових Олімпійських іграх 2022
Канада взяла участь у зимових Олімпійських іграх 2022, що тривали з 4 до 20 лютого в Пекіні (КНР). Канада брала участь у всіх 24-х зимових Олімпійських іграх.
Збірна Канади складалася з 215 спортсменів (109 чоловіків і 106 жінок), що змагалися в 14-ти видах спорту. Канада не мала свого представника в змаганнях з лижного двоборства. Це була третя за розміром делегація цієї країни на зимових Олімпіадах після 2014-го (222 спортсмени) і 2018 років (225 спортсменів).
Шорт-трекіст Шарль Амлен і хокеїстка Марі-Філіп Пулен несли прапор своєї країни на церемонії відкриття. А багаторазову медалістку в ковзанярському спорті Ізабель Вайдеман обрали нести прапор на церемонії закриття.

## Медалісти
Список канадських спортсменів, що на Іграх здобули медалі.
| Медаль | Ім'я | Вид спорту          | Дисципліна                               | Дата      |
| ------ | --- | ------------------- | ---------------------------------------- | --------- |
| Золото | Максанс Парро | Сноубординг         | Слоупстайл (чоловіки)                    | 7 лютого  |
| Золото | Івані Блонден Валері Мальте Ізабель Вайдеман | Ковзанярський спорт | Командні перегони переслідування (жінки) | 15 лютого |
| Золото | Паскаль Діон Стівен Дюбуа Джордан П'єр-Жиль Шарль Амлен Максім Лаун | Шорт-трек           | Естафета 5000 метрів (чоловіки)          | 16 лютого |
| Золото | Жіноча збірна Канади з хокею - Ерін Амброз - Ештон Белл - Крістен Кемпбелл - Емілі Кларк - Мелоді Дауст - Анн-Рене Десбін - Рената Фаст - Сара Фільє - Браянн Дженнер - Ребекка Джонстон - Жоселін Ларок - Емма Мальте - Емеранс Машмаєр - Сара Нерс - Марі-Філіп Пулен - Джеймі Лі Реттрей - Джилл Солньєр - Елла Шелтон - Наталі Спунер - Лора Стейсі - Claire Томпсон - Брейр Тернбулл - Міка Занді-Гарт | Хокей               | Жіночий турнір                           | 17 лютого |
| Срібло | Мікаель Кінгсбері | Фристайл            | Могул (чоловіки)                         | 5 лютого  |
| Срібло | Стівен Дюбуа | Шорт-трек           | 1500 метрів (чоловіки)                   | 9 лютого  |
| Срібло | Еліот Ґронден | Сноубординг         | Сноубордкрос (чоловіки)                  | 10 лютого |
| Срібло | Ізабель Вайдеман | Ковзанярський спорт | 5000 метрів (жінки)                      | 10 лютого |
| Срібло | Маріелль Томпсон | Фристайл            | Скікрос (жінки)                          | 17 лютого |
| Срібло | Кессі Шарп | Фристайл            | Хафпайп (жінки)                          | 18 лютого |
| Срібло | Лоран Дюбрей | Ковзанярський спорт | 1000 метрів (чоловіки)                   | 18 лютого |
| Срібло | Івані Блонден | Ковзанярський спорт | Масстарт (жінки)                         | 19 лютого |
| Бронза | Ізабель Вайдеман | Ковзанярський спорт | 3000 метрів (жінки)                      | 5 лютого  |
| Бронза | Кім Бутен | Шорт-трек           | 500 метрів (жінки)                       | 7 лютого  |
| Бронза | Маккензі Бойд-Клаус Александрія Лутітт Меттью Соукуп Ебіґейл Стрейт | Стрибки з трампліна | Змішані команди                          | 7 лютого  |
| Бронза | Марк Мак-Морріс | Сноубординг         | Слоупстайл (чоловіки)                    | 7 лютого  |
| Бронза | Мер'єта О'Дайн | Сноубординг         | Сноубордкрос (жінки)                     | 9 лютого  |
| Бронза | Джеймс Кроуфорд | Гірськолижний спорт | Комбінація (чоловіки)                    | 10 лютого |
| Бронза | Міха Фонтен Льюїс Ірвінг Маріон Тено | Фристайл            | Акробатика (змішані команди)             | 10 лютого |
| Бронза | Еліот Ґронден Мер'єта О'Дайн | Сноубординг         | Змішаний командний сноубордкрос          | 12 лютого |
| Бронза | Стівен Дюбуа | Шорт-трек           | 500 метрів (чоловіки)                    | 13 лютого |
| Бронза | Крістін де Брюйн | Бобслей             | Монобоб (жінки)                          | 14 лютого |
| Бронза | Максанс Парро | Сноубординг         | Біг-ейр (чоловіки)                       | 15 лютого |
| Бронза | Рейчел Каркер | Фристайл            | Хафпайп (жінки)                          | 18 лютого |
| Бронза | Бред Ґушу Марк Ніколс Бретт Ґаллант Джефф Вокер Марк Кеннеді | Керлінг             | Чоловічий турнір                         | 18 лютого |
| Бронза | Джастін Кріппс Бен Коквелл Раян Соммер Кем Стоунс | Бобслей             | Четвірки (чоловіки)                      | 20 лютого |

| Медалі за видами спорту | Медалі за видами спорту | Медалі за видами спорту | Медалі за видами спорту | Медалі за видами спорту |
| ----------------------- | ----------------------- | ----------------------- | ----------------------- | ----------------------- |
| Вид спорту              | 1                       | 2                       | 3                       | Загалом                 |
| Сноубординг             | 1                       | 1                       | 4                       | 6                       |
| Ковзанярський спорт     | 1                       | 3                       | 1                       | 5                       |
| Шорт-трек               | 1                       | 1                       | 2                       | 4                       |
| Хокей                   | 1                       | 0                       | 0                       | 1                       |
| Фристайл                | 0                       | 3                       | 2                       | 5                       |
| Бобслей                 | 0                       | 0                       | 2                       | 2                       |
| Гірськолижний спорт     | 0                       | 0                       | 1                       | 1                       |
| Керлінг                 | 0                       | 0                       | 1                       | 1                       |
| Стрибки з трампліна     | 0                       | 0                       | 1                       | 1                       |
| Загалом                 | 4                       | 8                       | 14                      | 26                      |

| Медалі за датою | Медалі за датою | Медалі за датою | Медалі за датою | Медалі за датою | Медалі за датою |
| --------------- | --------------- | --------------- | --------------- | --------------- | --------------- |
| День            | Дата            | 1               | 2               | 3               | Загалом         |
| 1               | 5 лютого        | 0               | 1               | 1               | 2               |
| 3               | 7 лютого        | 1               | 0               | 3               | 4               |
| 5               | 9 лютого        | 0               | 1               | 1               | 2               |
| 6               | 10 лютого       | 0               | 2               | 2               | 4               |
| 8               | 12 лютого       | 0               | 0               | 1               | 1               |
| 9               | 13 лютого       | 0               | 0               | 1               | 1               |
| 10              | 14 лютого       | 0               | 0               | 1               | 1               |
| 11              | 15 лютого       | 1               | 0               | 1               | 2               |
| 12              | 16 лютого       | 1               | 0               | 0               | 1               |
| 13              | 17 лютого       | 1               | 1               | 0               | 2               |
| 14              | 18 лютого       | 0               | 2               | 2               | 4               |
| 15              | 19 лютого       | 0               | 1               | 0               | 1               |
| 16              | 20 лютого       | 0               | 0               | 1               | 1               |
| Загалом         | Загалом         | 4               | 8               | 14              | 26              |

| Медалі за статтю | Медалі за статтю | Медалі за статтю | Медалі за статтю | Медалі за статтю |
| ---------------- | ---------------- | ---------------- | ---------------- | ---------------- |
| Стать            | 1                | 2                | 3                | Загалом          |
| Чоловіки         | 2                | 4                | 6                | 12               |
| Жінки            | 2                | 4                | 5                | 11               |
| Змішані          | 0                | 0                | 3                | 3                |
| Загалом          | 4                | 8                | 14               | 26               |

### Багаторазові медалісти
| Ім'я             | Вид спорту          | 1 | 2 | 3 | Загалом |
| Стівен Дюбуа     | Шорт-трек           | 1 | 1 | 1 | 3       |
| Ізабель Вайдеман | Ковзанярський спорт | 1 | 1 | 1 | 3       |
| Івані Блонден    | Ковзанярський спорт | 1 | 1 | 0 | 2       |
| Максанс Парро    | Сноубординг         | 1 | 0 | 1 | 2       |
| Еліот Ґронден    | Сноубординг         | 0 | 1 | 1 | 2       |
| Мер'єта О'Дайн   | Сноубординг         | 0 | 0 | 2 | 2       |

## Спортсмени
Кількість спортсменів, що взяли участь в Іграх, за видами спорту.
| Вид спорту          | Чоловіки | Жінки | Загалом |
| ------------------- | -------- | ----- | ------- |
| Гірськолижний спорт | 5        | 8     | 13      |
| Біатлон             | 4        | 4     | 8       |
| Бобслей             | 12       | 6     | 18      |
| Лижні перегони      | 4        | 5     | 9       |
| Керлінг             | 6        | 6     | 12      |
| Фігурне катання     | 7        | 6     | 13      |
| Фристайл            | 16       | 16    | 32      |
| Хокей               | 25       | 23    | 48      |
| Санний спорт        | 3        | 3     | 6       |
| Шорт-трек           | 5        | 5     | 10      |
| Скелетон            | 1        | 2     | 3       |
| Стрибки з трампліна | 2        | 2     | 4       |
| Сноубординг         | 11       | 12    | 23      |
| Ковзанярський спорт | 8        | 8     | 16      |
| Загалом             | 109      | 106   | 215     |

## Гірськолижний спорт
Від Канади на Ігри кваліфікувалося 13 гірськолижників (5 чоловіків і 8 жінок). Склад збірної офіційно оголошено 21 січня 2022 року. А ще від Канади кваліфікувалася змішана команда, завдяки місцю в першій шістнадцятці рейтингу збірних.
Чоловіки
| Спортсмен        | Дисципліна         | 1-й спуск | 1-й спуск | 2-й спуск   | 2-й спуск   | Сума        | Сума        |
| Спортсмен        | Дисципліна         | Час       | Місце     | Час         | Місце       | Час         | Місце       |
| ---------------- | ------------------ | --------- | --------- | ----------- | ----------- | ----------- | ----------- |
| Джеймс Кроуфорд  | Швидкісний спуск   | Н/Д       | Н/Д       | Н/Д         | Н/Д         | 1:42.92     | 4           |
| Броді Сеґер      | Швидкісний спуск   | Н/Д       | Н/Д       | Н/Д         | Н/Д         | 1:44.68     | 22          |
| Бродерік Томпсон | Швидкісний спуск   | Н/Д       | Н/Д       | Н/Д         | Н/Д         | НФ          | НФ          |
| Джеймс Кроуфорд  | Супергігант        | Н/Д       | Н/Д       | Н/Д         | Н/Д         | 1:20.79     | 6           |
| Тревор Філп      | Супергігант        | Н/Д       | Н/Д       | Н/Д         | Н/Д         | 1:21.34     | 10          |
| Броді Сеґер      | Супергігант        | Н/Д       | Н/Д       | Н/Д         | Н/Д         | НФ          | НФ          |
| Бродерік Томпсон | Супергігант        | Н/Д       | Н/Д       | Н/Д         | Н/Д         | НФ          | НФ          |
| Джеймс Кроуфорд  | Комбінація         | 1:43.14   | 2         | 48.97       | 7           | 2:32.11     | 3           |
| Тревор Філп      | Комбінація         | 1:46.84   | 19        | НФ          | НФ          | НФ          | НФ          |
| Броді Сеґер      | Комбінація         | 1:43.54   | 3         | 51.49       | 10          | 2:35.03     | 9           |
| Бродерік Томпсон | Комбінація         | 1:44.39   | 8         | 49.81       | 8           | 2:34.20     | 8           |
| Тревор Філп      | Гігантський слалом | 1:07.14   | 25        | 1:11.94     | 24          | 2:19.08     | 24          |
| Ерік Рід         | Гігантський слалом | 1:04.77   | 16        | 1:07.67     | 12          | 2:12.44     | 13          |
| Тревор Філп      | Слалом             | НФ        | НФ        | Не потрапив | Не потрапив | Не потрапив | Не потрапив |
| Ерік Рід         | Слалом             | 55.90     | 22        | 53.20       | 24          | 1:49.10     | 24          |

Жінки
| Спортсменка        | Дисципліна         | 1-й спуск | 1-й спуск | 2-й спуск    | 2-й спуск    | Сума         | Сума         |
| Спортсменка        | Дисципліна         | Час       | Місце     | Час          | Місце        | Час          | Місце        |
| ------------------ | ------------------ | --------- | --------- | ------------ | ------------ | ------------ | ------------ |
| Марі-Мішель Ґаньон | Швидкісний спуск   | Н/Д       | Н/Д       | Н/Д          | Н/Д          | 1:33.45      | 8            |
| Роні Ремме         | Швидкісний спуск   | Н/Д       | Н/Д       | Н/Д          | Н/Д          | 1:35.36      | 24           |
| Марі-Мішель Ґаньон | Супергігант        | Н/Д       | Н/Д       | Н/Д          | Н/Д          | 1:14.65      | 14           |
| Роні Ремме         | Супергігант        | Н/Д       | Н/Д       | Н/Д          | Н/Д          | 1:15.78      | 24           |
| Роні Ремме         | Комбінація         | НФ        | НФ        | НФ           | НФ           | НФ           | НФ           |
| Кассіді Ґрей       | Гігантський слалом | НФ        | НФ        | Не потрапила | Не потрапила | Не потрапила | Не потрапила |
| Валері Ґреньє      | Гігантський слалом | НФ        | НФ        | Не потрапила | Не потрапила | Не потрапила | Не потрапила |
| Ерін Мілзінскі     | Слалом             | 53.93     | 17        | 53.59        | 22           | 1:47.52      | 16           |
| Алі Нульмаєр       | Слалом             | 54.67     | 23        | 53.29        | 17           | 1:47.96      | 21           |
| Амелія Смарт       | Слалом             | 55.26     | 28        | 54.06        | 26           | 1:49.32      | 27           |
| Лоранс Сен-Жермен  | Слалом             | 54.51     | 22        | 53.06        | 10           | 1:47.57      | 17           |

Змішані
| Спортсмени                                       | Дисципліна | 1/8 фіналу            | Чвертьфінал        | Півфінал           | Фінал / БМ         | Фінал / БМ |
| Спортсмени                                       | Дисципліна | Суперник Результат    | Суперник Результат | Суперник Результат | Суперник Результат | Місце      |
| ------------------------------------------------ | ---------- | --------------------- | ------------------ | ------------------ | ------------------ | ---------- |
| Кассіді Ґрей Ерін Мілзінскі Тревор Філп Ерік Рід | Команди    | Словенія (SLO) L 2–2* | Не потрапили       | Не потрапили       | Не потрапили       | 9          |

## Біатлон
Від Канади на Ігри кваліфікувалися вісім біатлоністів (по чотири кожної статі). Склад збірної оголошено 19 січня 2022 року.
Чоловіки
| Спортсмен                                         | Дисципліна              | Час       | Хиби    | Місце |
| ------------------------------------------------- | ----------------------- | --------- | ------- | ----- |
| Жуль Бурнотт                                      | Спринт                  | 25:50.3   | 2+0     | 29    |
| Крістіан Гоу                                      | Спринт                  | 25:15.5   | 0+0     | 12    |
| Скотт Гоу                                         | Спринт                  | 25:56.7   | 1+1     | 34    |
| Адам Ранналлс                                     | Спринт                  | 26:00.5   | 1+1     | 35    |
| Жуль Бурнотт                                      | Перегони переслідування | 43:48.2   | 1+2+1+1 | 28    |
| Крістіан Гоу                                      | Перегони переслідування | 44:10.5   | 0+2+0+3 | 35    |
| Скотт Гоу                                         | Перегони переслідування | 43:18.7   | 0+2+0+2 | 20    |
| Адам Ранналлс                                     | Перегони переслідування | 43:59.9   | 1+0+2+2 | 30    |
| Жуль Бурнотт                                      | Індивідуальні перегони  | 52:32.3   | 1+1+1+0 | 36    |
| Крістіан Гоу                                      | Індивідуальні перегони  | 52:21.9   | 0+0+2+0 | 24    |
| Скотт Гоу                                         | Індивідуальні перегони  | 49:53.0   | 0+1+0+0 | 5     |
| Адам Ранналлс                                     | Індивідуальні перегони  | 53:24.7   | 1+0+0+2 | 33    |
| Крістіан Гоу                                      | Масстарт                | 41:02.5   | 0+0+0+3 | 13    |
| Скотт Гоу                                         | Масстарт                | 42:17.6   | 0+4+2+1 | 25    |
| Жуль Бурнотт                                      | Масстарт                | 41:35.0   | 2+1+1+1 | 18    |
| Жуль Бурнотт Крістіан Гоу Скотт Гоу Адам Ранналлс | Естафета                | 1:21:46.5 | 2+9     | 6     |

Жінки
| Спортсменка                                     | Дисципліна              | Час       | Хиби    | Місце |
| ----------------------------------------------- | ----------------------- | --------- | ------- | ----- |
| Меґан Бенкс                                     | Спринт                  | 24:35.4   | 1+2     | 77    |
| Сара Бодрі                                      | Спринт                  | 24:45.9   | 1+1     | 80    |
| Емілі Діксон                                    | Спринт                  | 24:50.3   | 2+1     | 81    |
| Емма Ландер                                     | Спринт                  | 22:47.6   | 0+1     | 32    |
| Емма Ландер                                     | Перегони переслідування | 42:19.3   | 1+3+2+1 | 54    |
| Меґан Бенкс                                     | Індивідуальні перегони  | 48:47.2   | 0+0+0+2 | 33    |
| Сара Бодрі                                      | Індивідуальні перегони  | 53:55.0   | 3+1+1+0 | 80    |
| Емілі Діксон                                    | Індивідуальні перегони  | 52:26.1   | 2+1+0+2 | 70    |
| Емма Ландер                                     | Індивідуальні перегони  | 52:02.4   | 0+2+3+2 | 67    |
| Меґан Бенкс Сара Бодрі Емілі Діксон Емма Ландер | Естафета                | 1:15:34.3 | 0+8     | 10    |

Змішані
| Спортсмени                                    | Дисципліна | Час       | Хиби | Місце |
| --------------------------------------------- | ---------- | --------- | ---- | ----- |
| Сара Бодрі Крістіан Гоу Скотт Гоу Емма Ландер | Естафета   | 1:11:12.4 | 3+17 | 14    |

## Бобслей
Від Канади на Ігри кваліфікувалися 18 спортсменів (12 чоловіків і 6 жінок) з максимально можливою кількістю бобів (по три в чоловічих двійках, четвірках і жіночих двійках, а також два монобоби). Склад збірної офіційно оголошено 20 січня 2022 року.
Чоловіки
| Спортсмени                                                 | Дисципліна          | 1-й заїзд | 1-й заїзд | 2-й заїзд | 2-й заїзд | 3-й заїзд | 3-й заїзд | 4-й заїзд    | 4-й заїзд    | Сума         | Сума  |
| Спортсмени                                                 | Дисципліна          | Час       | Місце     | Час       | Місце     | Час       | Місце     | Час          | Місце        | Час          | Місце |
| ---------------------------------------------------------- | ------------------- | --------- | --------- | --------- | --------- | --------- | --------- | ------------ | ------------ | ------------ | ----- |
| Тейлор Остін* Деніел Сандерленд                            | Двійки (чоловіки)   | 1:00.11   | 21        | 1:00.41   | 21        | 1:00.29   | 19        | 1:00.55      | 19           | 4:01.36      | 20    |
| Джастін Кріппс* Кем Стоунс                                 | Двійки (чоловіки)   | 59.61     | 8         | 1:00.08   | 14        | 59.71     | 7         | 1:00.00      | 8            | 3:59.40      | 10    |
| Майк Евелін Крістофер Спрінг*                              | Двійки (чоловіки)   | 59.54     | 6         | 1:00.03   | 10        | 59.76     | 8         | 59.93        | 5            | 3:59.26      | 7     |
| Тейлор Остін* Джей Дірборн Кріс Петрішин Деніел Сандерленд | Четвірки (чоловіки) | 59.67     | 22        | 59.81     | 22        | 59.79     | 24        | Не потрапили | Не потрапили | Не потрапили | 23    |
| Джастін Кріппс* Бен Коквелл Раян Соммер Кем Стоунс         | Четвірки (чоловіки) | 58.38     | 3         | 59.00     | 5         | 58.44     | 5         | 59.27        | 3            | 3:55.09      | 3     |
| Крістофер Спрінг* Майк Евелін Сем Жиґер Коді Соренсен      | Четвірки (чоловіки) | 59.10     | 12        | 59.33     | 10        | 59.10     | 10        | 59.46        | 11           | 3:56.99      | 9     |

* – Позначає пілота кожного боба
Жінки
| Спортсменки                         | Дисципліна     | 1-й заїзд | 1-й заїзд | 2-й заїзд | 2-й заїзд | 3-й заїзд | 3-й заїзд | 4-й заїзд | 4-й заїзд | Сума    | Сума  |
| Спортсменки                         | Дисципліна     | Час       | Місце     | Час       | Місце     | Час       | Місце     | Час       | Місце     | Час     | Місце |
| ----------------------------------- | -------------- | --------- | --------- | --------- | --------- | --------- | --------- | --------- | --------- | ------- | ----- |
| Синтія Аппіа                        | Монобоб        | 1:05.75   | =12       | 1:05.53   | 5         | 1:05.78   | 8         | 1:05.98   | 9         | 4:23.04 | 8     |
| Крістін де Брюйн                    | Монобоб        | 1:05.12   | =3        | 1:05.02   | 2         | 1:05.38   | 4         | 1:05.51   | 5         | 4:21.03 | 3     |
| Синтія Аппіа* Даун Річардсон Вілсон | Двійки (жінки) | 1:01.75   | 8         | 1:01.89   | 7         | 1:01.95   | 10        | 1:01.93   | 9         | 4:07.52 | 8     |
| Крістін де Брюйн* Крістен Буйновскі | Двійки (жінки) | 1:01.45   | 5         | 1:01.76   | 4         | 1:01.43   | 5         | 1:01.73   | 6         | 4:06.37 | 5     |
| Мелісса Лотолз* Сара Віллані        | Двійки (жінки) | 1:02.12   | 18        | 1:02.09   | 10        | 1:01.85   | 8         | 1:02.31   | 15        | 4:08.37 | 12    |

* – Позначає пілота кожного боба

## Лижні перегони
Від Канади на Ігри кваліфікувалися дев'ять лижників (чотири чоловіки і п'ять жінок). Перші сім спортсменів оголошено 13 січня 2022 року. Всі троє чоловіків і Кетрін Стюарт-Джонс потрапили до збірної завдяки результатам у Кубку світу. Решта троє лижників визначилися за підсумками Національного лижного відбору, що тривав з 6 до 11 січня в Кенморі. 21 січня 2022 року Міжнародна федерація лижного спорту (FIS) перерозподілила на користь Канади два додаткових квотних місця, так що до збірної долучилися Ремі Дроле і Олівія Буффар-Несбітт.
Дистанційні перегони

Чоловіки
| Спортсмен                                    | Дисципліна             | Класичний стиль | Класичний стиль | Вільний стиль | Вільний стиль | Загалом   | Загалом |
| Спортсмен                                    | Дисципліна             | Час             | Місце           | Час           | Місце         | Час       | Місце   |
| -------------------------------------------- | ---------------------- | --------------- | --------------- | ------------- | ------------- | --------- | ------- |
| Антуан Сір                                   | 15 км класичним стилем | Н/Д             | Н/Д             | Н/Д           | Н/Д           | 41:17.7   | 37      |
| Ремі Дроле                                   | 15 км класичним стилем | Н/Д             | Н/Д             | Н/Д           | Н/Д           | 41:07.7   | 33      |
| Олів'є Левеє                                 | 15 км класичним стилем | Н/Д             | Н/Д             | Н/Д           | Н/Д           | 40:52.0   | 29      |
| Антуан Сір                                   | 30 км скіатлон         | 42:27.3         | 39              | 42:25.2       | 45            | 1:25:26.0 | 42      |
| Ремі Дроле                                   | 30 км скіатлон         | 44:39.9         | 55              | КОЛО          | КОЛО          | КОЛО      | 55      |
| Олів'є Левеє                                 | 30 км скіатлон         | 42:07.5         | 34              | 41:03.3       | 36            | 1:23:42.0 | 31      |
| Ремі Дроле                                   | 50 км вільним стилем1  | Н/Д             | Н/Д             | Н/Д           | Н/Д           | 1:16:21.7 | 35      |
| Олів'є Левеє                                 | 50 км вільним стилем1  | Н/Д             | Н/Д             | Н/Д           | Н/Д           | 1:15:54.3 | 27      |
| Антуан Сір Ремі Дроле Олів'є Левеє Ґрем Річі | Естафета 4×10 км       | Н/Д             | Н/Д             | Н/Д           | Н/Д           | 1:40:21.5 | 12      |

1  Дистанцію скоротили до 28,4 км через сильні вітри і низьку температуру.
Жінки
| Спортсмен                                                           | Дисципліна             | Класичний стиль | Класичний стиль | Вільний стиль | Вільний стиль | Загалом   | Загалом |
| Спортсмен                                                           | Дисципліна             | Час             | Місце           | Час           | Місце         | Час       | Місце   |
| ------------------------------------------------------------------- | ---------------------- | --------------- | --------------- | ------------- | ------------- | --------- | ------- |
| Дарія Бітті                                                         | 10 км класичним стилем | Н/Д             | Н/Д             | Н/Д           | Н/Д           | 30:00.2   | 18      |
| Олівія Буффар-Несбітт                                               | 10 км класичним стилем | Н/Д             | Н/Д             | Н/Д           | Н/Д           | 33:01.1   | 61      |
| Сандрін Браун                                                       | 10 км класичним стилем | Н/Д             | Н/Д             | Н/Д           | Н/Д           | 31:47.9   | 48      |
| Кетрін Стюарт-Джонс                                                 | 10 км класичним стилем | Н/Д             | Н/Д             | Н/Д           | Н/Д           | 31:08.6   | 36      |
| Дарія Бітті                                                         | 15 км скіатлон         | 24:40.1         | 34              | 23:34.7       | 31            | 48:52.0   | 28      |
| Олівія Буффар-Несбітт                                               | 15 км скіатлон         | 25:27.3         | 46              | 24:11.7       | 42            | 50:11.7   | 44      |
| Сандрін Браун                                                       | 15 км скіатлон         | 24:15.7         | 19              | 23:08.1       | 20            | 47:58.1   | 20      |
| Кетрін Стюарт-Джонс                                                 | 15 км скіатлон         | 24:16.4         | 20              | 23:22.7       | 25            | 48:17.3   | 23      |
| Дарія Бітті                                                         | 30 км вільним стилем   | Н/Д             | Н/Д             | Н/Д           | Н/Д           | 1:32:33.3 | 39      |
| Сандрін Браун                                                       | 30 км вільним стилем   | Н/Д             | Н/Д             | Н/Д           | Н/Д           | 1:31:21.6 | 16      |
| Лора Леклер                                                         | 30 км вільним стилем   | Н/Д             | Н/Д             | Н/Д           | Н/Д           | 1:40:14.5 | 51      |
| Кетрін Стюарт-Джонс                                                 | 30 км вільним стилем   | Н/Д             | Н/Д             | Н/Д           | Н/Д           | 1:32:33.3 | 30      |
| Дарія Бітті Олівія Буффар-Несбітт Сандрін Браун Кетрін Стюарт-Джонс | естафета 4×5 км        | Н/Д             | Н/Д             | Н/Д           | Н/Д           | 57:20.9   | 9       |

Спринт

Чоловіки
| Спортсмен            | Дисципліна       | Кваліфікація | Кваліфікація | Чвертьфінал | Чвертьфінал | Півфінал    | Півфінал    | Фінал       | Фінал |
| Спортсмен            | Дисципліна       | Час          | Місце        | Час         | Місце       | Час         | Місце       | Час         | Місце |
| -------------------- | ---------------- | ------------ | ------------ | ----------- | ----------- | ----------- | ----------- | ----------- | ----- |
| Антуан Сір           | Спринт           | 3:02.59      | 56           | Не потрапив | Не потрапив | Не потрапив | Не потрапив | Не потрапив | 56    |
| Олів'є Левеє         | Спринт           | 3:02.26      | 54           | Не потрапив | Не потрапив | Не потрапив | Не потрапив | Не потрапив | 54    |
| Ґрем Річі            | Спринт           | 2:55.04      | 34           | Не потрапив | Не потрапив | Не потрапив | Не потрапив | Не потрапив | 34    |
| Антуан Сір Ґрем Річі | Командний спринт | Н/Д          | Н/Д          | Н/Д         | Н/Д         | 20:18.71    | 4 Q         | 19:45.30    | 5     |

Жінки
| Спортсмен                       | Дисципліна       | Кваліфікація | Кваліфікація | Чвертьфінал  | Чвертьфінал  | Півфінал     | Півфінал     | Фінал        | Фінал |
| Спортсмен                       | Дисципліна       | Час          | Місце        | Час          | Місце        | Час          | Місце        | Час          | Місце |
| ------------------------------- | ---------------- | ------------ | ------------ | ------------ | ------------ | ------------ | ------------ | ------------ | ----- |
| Дарія Бітті                     | Спринт           | 3:23.54      | 28 Q         | 3:18.73      | 5            | Не потрапила | Не потрапила | Не потрапила | 25    |
| Олівія Буффар-Несбітт           | Спринт           | 3:25.92      | 40           | Не потрапила | Не потрапила | Не потрапила | Не потрапила | Не потрапила | 40    |
| Сандрін Браун                   | Спринт           | 3:24.85      | 35           | Не потрапила | Не потрапила | Не потрапила | Не потрапила | Не потрапила | 35    |
| Лора Леклер                     | Спринт           | 3:35.31      | 58           | Не потрапила | Не потрапила | Не потрапила | Не потрапила | Не потрапила | 58    |
| Дарія Бітті Кетрін Стюарт-Джонс | Командний спринт | Н/Д          | Н/Д          | Н/Д          | Н/Д          | 24:03.7      | 6            | Не потрапили | 12    |

## Керлінг
Від Канади кваліфікувалися максимально можливі 12 керлінгістів — шість чоловіків і шість жінок. Канада спромоглася виграти лише бронзові нагороди в змаганнях чоловіків.
Підсумок
| Збірна                                                              | Дисципліна   | Коловий турнір              | Коловий турнір       | Коловий турнір        | Коловий турнір        | Коловий турнір                      | Коловий турнір              | Коловий турнір     | Коловий турнір                     | Коловий турнір              | Коловий турнір | Півфінал           | Фінал / БМ       | Фінал / БМ |
| Збірна                                                              | Дисципліна   | Суперник Рахунок            | Суперник Рахунок     | Суперник Рахунок      | Суперник Рахунок      | Суперник Рахунок                    | Суперник Рахунок            | Суперник Рахунок   | Суперник Рахунок                   | Суперник Рахунок            | Місце Показник | Суперник Рахунок   | Суперник Рахунок | Місце      |
| ------------------------------------------------------------------- | ------------ | --------------------------- | -------------------- | --------------------- | --------------------- | ----------------------------------- | --------------------------- | ------------------ | ---------------------------------- | --------------------------- | -------------- | ------------------ | ---------------- | ---------- |
| Бред Ґушу Марк Ніколс Бретт Ґаллант Джефф Вокер Марк Кеннеді        | Чоловіки     | Данія (DEN) W 10–5          | Норвегія (NOR) W 6–5 | Швейцарія (SUI) L 3–5 | Швеція (SWE) L 4–7    | США (USA) W 10–5                    | Італія (ITA) W 7–3          | Китай (CHN) W 10–8 | Олімпійський комітет Росії · L 6–7 | Велика Британія (GBR) L 2–5 | 5 5–4          | Швеція (SWE) L 3–5 | США (USA) W 8–5  | 3          |
| Дженніфер Джонс Кейтлін Лоз Джоселін Петерман Дон Мак-Юен Ліза Віґл | Жінки        | Південна Корея (KOR) W 12–7 | Японія (JPN) L 5–8   | Швеція (SWE) L 6–7    | Швейцарія (SUI) L 4–8 | Олімпійський комітет Росії · W 11–5 | Велика Британія (GBR) W 7–3 | США (USA) W 7–6    | Китай (CHN) L 9–11                 | Данія (DEN) W 10–4          | 5 5–4          | Не потрапили       | Не потрапили     | 5          |
| Рейчел Гомен Джон Морріс                                            | Змішані пари | Велика Британія (GBR) L 4–6 | Норвегія (NOR) W 7–6 | Швейцарія (SUI) W 7–5 | Китай (CHN) W 8–6     | Швеція (SWE) L 2–6                  | США (USA) W 7–2             | Чехія (CZE) W 6–5  | Австралія (AUS) L 8–10             | Італія (ITA) L 7–8          | 5 5–4          | Не потрапили       | Не потрапили     | 5          |

### Чоловічий турнір
Від Канади на Ігри кваліфікувалася збірна (п'ять спортсменів), завдяки тому, що вона посіла одне з перших шести місць на Чемпіонаті світу 2021 року.
Після 12-ї сесії
| Легенда | Легенда             |
| ------- | ------------------- |
|         | Потрапили до плейоф |

| Країна                     | Скіп             | В | П | В–П      | КЗ | КП | ВЕ | ПЕ | ОЕ | ВЕ | ККД | DSC   |
| -------------------------- | ---------------- | - | - | -------- | -- | -- | -- | -- | -- | -- | --- | ----- |
| Велика Британія            | Брюс Моует       | 8 | 1 | –        | 63 | 44 | 39 | 31 | 5  | 10 | 88% | 18.81 |
| Швеція                     | Ніклас Едін      | 7 | 2 | –        | 64 | 44 | 43 | 30 | 10 | 11 | 86% | 14.02 |
| Канада                     | Бред Ґушу        | 5 | 4 | 1–0      | 58 | 50 | 34 | 38 | 7  | 7  | 84% | 26.49 |
| США                        | Джон Шустер      | 5 | 4 | 0–1      | 56 | 61 | 35 | 41 | 4  | 5  | 83% | 32.29 |
| Китай                      | Ма Сююе          | 4 | 5 | 2–1; 1–0 | 59 | 62 | 39 | 36 | 6  | 4  | 85% | 23.55 |
| Норвегія                   | Стеффен Вальстад | 4 | 5 | 2–1; 0–1 | 58 | 53 | 40 | 36 | 0  | 11 | 84% | 20.96 |
| Швейцарія                  | Петер де Круз    | 4 | 5 | 1–2; 1–0 | 51 | 54 | 33 | 38 | 13 | 3  | 84% | 15.74 |
| Олімпійський комітет Росії | Сергій Глухов    | 4 | 5 | 1–2; 0–1 | 58 | 58 | 33 | 38 | 6  | 6  | 81% | 33.72 |
| Італія                     | Жоель Реторна    | 3 | 6 | –        | 59 | 65 | 36 | 35 | 3  | 8  | 82% | 30.76 |
| Данія                      | Міккель Краусе   | 1 | 8 | –        | 36 | 71 | 30 | 39 | 3  | 2  | 78% | 32.84 |

Коловий турнір

Канада пропускала 3-тю, 7-му і 11-ту сесії.
| Майданчик A    | 1 | 2 | 3 | 4 | 5 | 6 | 7 | 8 | 9 | 10 | Загалом |
| Данія (Краусе) | 0 | 2 | 0 | 2 | 0 | 0 | 1 | 0 | X | X  | 5       |
| Канада (Ґушу)  | 1 | 0 | 3 | 0 | 1 | 2 | 0 | 3 | X | X  | 10      |

| Майданчик B         | 1 | 2 | 3 | 4 | 5 | 6 | 7 | 8 | 9 | 10 | Загалом |
| Норвегія (Вальстад) | 0 | 2 | 0 | 0 | 1 | 0 | 0 | 0 | 2 | 0  | 5       |
| Канада (Ґушу)       | 2 | 0 | 0 | 1 | 0 | 0 | 0 | 2 | 0 | 1  | 6       |

| Майданчик D         | 1 | 2 | 3 | 4 | 5 | 6 | 7 | 8 | 9 | 10 | Загалом |
| Канада (Ґушу)       | 0 | 0 | 1 | 0 | 0 | 2 | 0 | 0 | 0 | X  | 3       |
| Швейцарія (де Круз) | 1 | 1 | 0 | 0 | 1 | 0 | 0 | 1 | 1 | X  | 5       |

| Майданчик B   | 1 | 2 | 3 | 4 | 5 | 6 | 7 | 8 | 9 | 10 | Загалом |
| Канада (Ґушу) | 0 | 0 | 0 | 0 | 2 | 0 | 0 | 2 | 0 | 0  | 4       |
| Швеція (Едін) | 0 | 1 | 0 | 1 | 0 | 2 | 1 | 0 | 1 | 1  | 7       |

| Майданчик C   | 1 | 2 | 3 | 4 | 5 | 6 | 7 | 8 | 9 | 10 | Загалом |
| США (Шустер)  | 0 | 0 | 1 | 0 | 0 | 3 | 0 | 1 | 0 | X  | 5       |
| Канада (Ґушу) | 1 | 4 | 0 | 1 | 1 | 0 | 1 | 0 | 2 | X  | 10      |

| Майданчик A      | 1 | 2 | 3 | 4 | 5 | 6 | 7 | 8 | 9 | 10 | Загалом |
| Канада (Ґушу)    | 1 | 0 | 1 | 0 | 0 | 2 | 0 | 0 | 3 | X  | 7       |
| Італія (Реторна) | 0 | 1 | 0 | 1 | 0 | 0 | 0 | 1 | 0 | X  | 3       |

| Майданчик B   | 1 | 2 | 3 | 4 | 5 | 6 | 7 | 8 | 9 | 10 | Загалом |
| Канада (Ґушу) | 0 | 2 | 0 | 2 | 0 | 2 | 0 | 3 | 0 | 1  | 10      |
| Китай (Ма)    | 1 | 0 | 2 | 0 | 2 | 0 | 1 | 0 | 2 | 0  | 8       |

| Майданчик D                         | 1 | 2 | 3 | 4 | 5 | 6 | 7 | 8 | 9 | 10 | 11 | Загалом |
| Олімпійський комітет Росії (Глухов) | 0 | 1 | 1 | 1 | 0 | 1 | 0 | 0 | 2 | 0  | 1  | 7       |
| Канада (Ґушу)                       | 1 | 0 | 0 | 0 | 1 | 0 | 1 | 1 | 0 | 2  | 0  | 6       |

| Майданчик C             | 1 | 2 | 3 | 4 | 5 | 6 | 7 | 8 | 9 | 10 | Загалом |
| Канада (Ґушу)           | 0 | 2 | 0 | 0 | 0 | 0 | 0 | 0 | X | X  | 2       |
| Велика Британія (Моует) | 2 | 0 | 0 | 1 | 0 | 1 | 0 | 1 | X | X  | 5       |

Півфінал

Четвер, 17 лютого, 20:05
| Майданчик A   | 1 | 2 | 3 | 4 | 5 | 6 | 7 | 8 | 9 | 10 | Загалом |
| Швеція (Едін) | 0 | 1 | 0 | 2 | 0 | 0 | 0 | 1 | 0 | 1  | 5       |
| Канада (Ґушу) | 0 | 0 | 1 | 0 | 2 | 0 | 0 | 0 | 0 | 0  | 3       |

Матч за бронзові медалі

П'ятниця, 18 лютого, 14:05
| Майданчик B   | 1 | 2 | 3 | 4 | 5 | 6 | 7 | 8 | 9 | 10 | Загалом |
| США (Шустер)  | 0 | 1 | 0 | 2 | 0 | 2 | 0 | 0 | 0 | X  | 5       |
| Канада (Ґушу) | 2 | 0 | 1 | 0 | 1 | 0 | 0 | 2 | 2 | X  | 8       |

### Жіночий турнір
Від Канади кваліфікувалася збірна (п'ять спортсменок), завдяки потраплянню в першу шістку на Чемпіонаті світу 2021 року. 
Після 12-ї сесії
| Легенда | Легенда             |
| ------- | ------------------- |
|         | Потрапили до плейоф |

| Країна                     | Скіп               | В | П | В–П | КЗ | КП | ВЕ | ПЕ | ОЕ | ВЕ | ККД   | DSC   |
| -------------------------- | ------------------ | - | - | --- | -- | -- | -- | -- | -- | -- | ----- | ----- |
| Швейцарія                  | Сільвана Тірінзоні | 8 | 1 | –   | 67 | 46 | 44 | 36 | 4  | 12 | 81.6% | 19.14 |
| Швеція                     | Анна Гассельборг   | 7 | 2 | –   | 64 | 49 | 39 | 35 | 6  | 12 | 82.0% | 25.02 |
| Велика Британія            | Ів Мюргед          | 5 | 4 | 1–1 | 63 | 47 | 39 | 33 | 4  | 9  | 80.6% | 35.27 |
| Японія                     | Сацукі Фудзісава   | 5 | 4 | 1–1 | 64 | 62 | 40 | 36 | 2  | 13 | 82.3% | 36.00 |
| Канада                     | Дженніфер Джонс    | 5 | 4 | 1–1 | 71 | 59 | 42 | 41 | 1  | 14 | 80.4% | 45.44 |
| США                        | Табіта Пітерсон    | 4 | 5 | 2–0 | 60 | 64 | 40 | 39 | 2  | 12 | 79.5% | 33.87 |
| Китай                      | Хань Юй            | 4 | 5 | 1–1 | 56 | 67 | 38 | 41 | 3  | 10 | 79.6% | 30.06 |
| Південна Корея             | Кім Ин Джон        | 4 | 5 | 0–2 | 62 | 66 | 40 | 42 | 3  | 10 | 80.8% | 27.79 |
| Данія                      | Мадлен Дюпон       | 2 | 7 | –   | 50 | 68 | 33 | 41 | 7  | 0  | 77.2% | 23.36 |
| Олімпійський комітет Росії | Аліна Ковальова    | 1 | 8 | –   | 50 | 79 | 34 | 45 | 2  | 7  | 78.9% | 29.34 |

Коловий турнір

Канада пропускала 1-шу, 5-ту і 9-ту сесії.
| Майданчик A          | 1 | 2 | 3 | 4 | 5 | 6 | 7 | 8 | 9 | 10 | Загалом |
| Канада (Джонс)       | 0 | 2 | 0 | 3 | 1 | 0 | 3 | 0 | 1 | 2  | 12      |
| Південна Корея (Кім) | 1 | 0 | 3 | 0 | 0 | 2 | 0 | 1 | 0 | 0  | 7       |

| Майданчик B        | 1 | 2 | 3 | 4 | 5 | 6 | 7 | 8 | 9 | 10 | Загалом |
| Канада (Джонс)     | 0 | 2 | 0 | 0 | 0 | 2 | 0 | 1 | 0 | X  | 5       |
| Японія (Фудзісава) | 1 | 0 | 2 | 1 | 1 | 0 | 2 | 0 | 1 | X  | 8       |

| Майданчик A          | 1 | 2 | 3 | 4 | 5 | 6 | 7 | 8 | 9 | 10 | Загалом |
| Швеція (Гассельборґ) | 0 | 0 | 2 | 0 | 3 | 0 | 1 | 0 | 1 | 0  | 7       |
| Канада (Джонс)       | 1 | 0 | 0 | 1 | 0 | 1 | 0 | 2 | 0 | 1  | 6       |

| Майданчик D           | 1 | 2 | 3 | 4 | 5 | 6 | 7 | 8 | 9 | 10 | Загалом |
| Швейцарія (Тірінзоні) | 1 | 1 | 0 | 1 | 0 | 0 | 1 | 2 | 2 | 0  | 8       |
| Канада (Джонс)        | 0 | 0 | 1 | 0 | 2 | 1 | 0 | 0 | 0 | 0  | 4       |

| Майданчик C                            | 1 | 2 | 3 | 4 | 5 | 6 | 7 | 8 | 9 | 10 | Загалом |
| Канада (Джонс)                         | 2 | 2 | 0 | 2 | 0 | 2 | 0 | 1 | 2 | X  | 11      |
| Олімпійський комітет Росії (Ковальова) | 0 | 0 | 1 | 0 | 2 | 0 | 2 | 0 | 0 | X  | 5       |

| Майданчик B              | 1 | 2 | 3 | 4 | 5 | 6 | 7 | 8 | 9 | 10 | Загалом |
| Велика Британія (Мюргед) | 0 | 0 | 1 | 0 | 0 | 1 | 0 | 1 | 0 | 0  | 3       |
| Канада (Джонс)           | 1 | 0 | 0 | 0 | 3 | 0 | 1 | 0 | 1 | 1  | 7       |

| Майданчик A    | 1 | 2 | 3 | 4 | 5 | 6 | 7 | 8 | 9 | 10 | Загалом |
| Канада (Джонс) | 0 | 2 | 2 | 0 | 0 | 1 | 1 | 0 | 0 | 1  | 7       |
| США (Пітерсон) | 1 | 0 | 0 | 1 | 1 | 0 | 0 | 2 | 1 | 0  | 6       |

| Майданчик D    | 1 | 2 | 3 | 4 | 5 | 6 | 7 | 8 | 9 | 10 | 11 | Загалом |
| Канада (Джонс) | 0 | 0 | 1 | 2 | 0 | 5 | 0 | 0 | 1 | 0  | 0  | 9       |
| Китай (Хань)   | 1 | 2 | 0 | 0 | 2 | 0 | 2 | 1 | 0 | 1  | 2  | 11      |

| Майданчик C    | 1 | 2 | 3 | 4 | 5 | 6 | 7 | 8 | 9 | 10 | Загалом |
| Данія (Дюпон)  | 0 | 1 | 0 | 2 | 0 | 0 | 0 | 1 | X | X  | 4       |
| Канада (Джонс) | 1 | 0 | 2 | 0 | 2 | 3 | 2 | 0 | X | X  | 10      |

### Турнір змішаних пар
Від Канади кваліфікувалася змішана пара (двоє спортсменів різних статей) завдяки потраплянню в першу сімку на Чемпіонаті світу 2021 року.
Підсумкове положення в коловому турнірі.
| Легенда | Легенда             |
| ------- | ------------------- |
|         | Потрапили до плейоф |

| Країна          | Спортсмени                            | В | П | В–П | КЗ | КП | ВЕ | ПЕ | ОЕ | ВЕ | ККД | DSC   |
| --------------- | ------------------------------------- | - | - | --- | -- | -- | -- | -- | -- | -- | --- | ----- |
| Італія          | Стефанія Константіні / Амос Мозанер   | 9 | 0 | –   | 79 | 48 | 43 | 28 | 0  | 17 | 79% | 25.34 |
| Норвегія        | Крістін Скаслієн / Магнус Недреготтен | 6 | 3 | 1–0 | 68 | 50 | 40 | 28 | 0  | 15 | 82% | 24.48 |
| Велика Британія | Дженніфер Доддс / Брюс Моует          | 6 | 3 | 0–1 | 60 | 50 | 38 | 33 | 0  | 12 | 79% | 22.48 |
| Швеція          | Альміда де Валь / Оскар Ерікссон      | 5 | 4 | 1–0 | 55 | 54 | 35 | 33 | 0  | 10 | 76% | 21.77 |
| Канада          | Рейчел Гомен / Джон Морріс            | 5 | 4 | 0–1 | 57 | 54 | 33 | 39 | 0  | 8  | 78% | 53.73 |
| Чехія           | Зузана Паулова / Томаш Паул           | 4 | 5 | –   | 50 | 65 | 29 | 39 | 1  | 7  | 75% | 33.41 |
| Швейцарія       | Женні Перре / Мартін Ріос             | 3 | 6 | 1–0 | 55 | 58 | 32 | 39 | 0  | 6  | 73% | 39.04 |
| США             | Вікі Персінджер / Кріс Плайс          | 3 | 6 | 0–1 | 50 | 67 | 34 | 36 | 0  | 9  | 74% | 27.29 |
| Китай           | Фань Суюань / Лін Чжи                 | 2 | 7 | 1–0 | 51 | 64 | 34 | 36 | 0  | 7  | 74% | 17.81 |
| Австралія       | Талі Ґілл / Дін Г'юїтт                | 2 | 7 | 0–1 | 52 | 67 | 31 | 38 | 1  | 8  | 72% | 50.51 |

Коловий турнір

Канада пропускала 1-шу, 3-тю, 7-му і 10-ту сесії.
| Майданчик D                     | 1 | 2 | 3 | 4 | 5 | 6 | 7 | 8 | Загалом |
| Велика Британія (Доддс / Моует) | 0 | 1 | 1 | 0 | 1 | 0 | 2 | 1 | 6       |
| Канада (Гомен / Морріс)         | 1 | 0 | 0 | 1 | 0 | 2 | 0 | 0 | 4       |

| Майданчик A                       | 1 | 2 | 3 | 4 | 5 | 6 | 7 | 8 | Загалом |
| Норвегія (Скаслієн / Недреґоттен) | 2 | 0 | 1 | 0 | 2 | 0 | 1 | 0 | 6       |
| Канада (Гомен / Морріс)           | 0 | 4 | 0 | 1 | 0 | 1 | 0 | 1 | 7       |

| Майданчик C              | 1 | 2 | 3 | 4 | 5 | 6 | 7 | 8 | Загалом |
| Канада (Гомен / Морріс)  | 3 | 0 | 1 | 0 | 2 | 0 | 1 | 0 | 7       |
| Швейцарія (Перре / Ріос) | 0 | 1 | 0 | 1 | 0 | 2 | 0 | 1 | 5       |

| Майданчик B             | 1 | 2 | 3 | 4 | 5 | 6 | 7 | 8 | Загалом |
| Китай (Фань / Лін)      | 1 | 0 | 0 | 2 | 0 | 1 | 0 | 2 | 6       |
| Канада (Гомен / Морріс) | 0 | 2 | 2 | 0 | 2 | 0 | 2 | 0 | 8       |

| Майданчик C                 | 1 | 2 | 3 | 4 | 5 | 6 | 7 | 8 | Загалом |
| Швеція (де Валь / Ерікссон) | 1 | 1 | 0 | 3 | 0 | 1 | X | X | 6       |
| Канада (Гомен / Морріс)     | 0 | 0 | 1 | 0 | 1 | 0 | X | X | 2       |

| Майданчик D              | 1 | 2 | 3 | 4 | 5 | 6 | 7 | 8 | Загалом |
| США (Персінджер / Плайс) | 1 | 0 | 1 | 0 | 0 | 0 | 0 | X | 2       |
| Канада (Гомен / Морріс)  | 0 | 1 | 0 | 1 | 1 | 1 | 3 | X | 7       |

| Майданчик D             | 1 | 2 | 3 | 4 | 5 | 6 | 7 | 8 | 9 | Загалом |
| Канада (Гомен / Морріс) | 0 | 1 | 0 | 1 | 1 | 0 | 0 | 2 | 2 | 7       |
| Чехія (Паулова / Паул)  | 1 | 0 | 1 | 0 | 0 | 2 | 1 | 0 | 0 | 5       |

| Майданчик A               | 1 | 2 | 3 | 4 | 5 | 6 | 7 | 8 | 9 | Загалом |
| Канада (Гомен / Морріс)   | 0 | 0 | 0 | 0 | 4 | 0 | 3 | 1 | 0 | 8       |
| Австралія (Ґілл / Г'юїтт) | 3 | 2 | 1 | 1 | 0 | 1 | 0 | 0 | 2 | 10      |

| Майданчик B                    | 1 | 2 | 3 | 4 | 5 | 6 | 7 | 8 | 9 | Загалом |
| Канада (Гомен / Морріс)        | 0 | 2 | 0 | 0 | 2 | 0 | 3 | 0 | 0 | 7       |
| Італія (Константіні / Мозанер) | 1 | 0 | 1 | 2 | 0 | 1 | 0 | 2 | 1 | 8       |

## Фігурне катання
Від Канади на Ігри кваліфікувалися 13 фігуристів (7 чоловіків і 6 жінок). На Чемпіонаті світу 2021 року в Стокгольмі Канада здобула по одній путівці в чоловічому та жіночому одиночному катанні. В парному катанні від канади кваліфікувалося дві пари (чотири спортсмени), а в танцях на льоду три пари (шість спортсменів). Пізніше 2021 року на cS Nebelhorn Trophy 2021 в Оберстдорфі Канада здобула ще одну путівку в чоловічому одиночному катанні. Остаточний склад збірної з 13-ти спортсменів оголошено 9 січня 2021 року, після завершення Чемпіонату Канади 2022.
Одиночне катання
| Спортсмен        | Дисципліна | КП    | КП    | ДП          | ДП          | Загалом     | Загалом |
| Спортсмен        | Дисципліна | Бали  | Місце | Бали        | Місце       | Бали        | Місце   |
| ---------------- | ---------- | ----- | ----- | ----------- | ----------- | ----------- | ------- |
| Кіган Мессінг    | Чоловіки   | 93.24 | 9 Q   | 172.37      | 10          | 265.61      | 11      |
| Роман Садовський | Чоловіки   | 62.77 | 29    | Не потрапив | Не потрапив | Не потрапив | 29      |
| Мадлен Скізас    | Жінки      | 60.53 | 20 Q  | 115.03      | 18          | 175.56      | 19      |

Змішані
| Спортсмени                           | Дисципліна     | КП / РТ | КП / РТ | ДП / ДТ | ДП / ДТ | Загалом | Загалом |
| Спортсмени                           | Дисципліна     | Бали    | Місце   | Бали    | Місце   | Бали    | Місце   |
| ------------------------------------ | -------------- | ------- | ------- | ------- | ------- | ------- | ------- |
| Ванесса Джеймс Ерік Редфорд          | Пари           | 63.03   | 12 Q    | 117.96  | 12      | 180.99  | 12      |
| Кірстен Мур-Тауерс Майкл Марінаро    | Пари           | 62.51   | 13 Q    | 118.86  | 10      | 181.37  | 10      |
| Лоранс Фурньє-Бодрі Ніколай Серенсен | Танці на льоду | 78.54   | 8 Q     | 113.81  | 11      | 192.35  | 9       |
| Пайпер Гіллес Поль Пуар'є            | Танці на льоду | 83.52   | 6 Q     | 121.26  | 7       | 204.78  | 7       |
| Марджорі Лажуа Закарі Лаґа           | Танці на льоду | 72.59   | 13 Q    | 108.43  | 13      | 181.02  | 13      |

Командні змагання
| Спортсмен | Дисципліна      | Коротка програма / Ритмічний танець | Коротка програма / Ритмічний танець | Коротка програма / Ритмічний танець | Коротка програма / Ритмічний танець | Коротка програма / Ритмічний танець | Коротка програма / Ритмічний танець | Довільне катання / Довільний танець | Довільне катання / Довільний танець | Довільне катання / Довільний танець | Довільне катання / Довільний танець | Загалом | Загалом |
| Спортсмен | Дисципліна      | Чоловіки                            | Жінки                               | Пари                                | Танці на льоду                      | Загалом                             | Загалом                             | Чоловіки                            | Жінки                               | Пари                                | Танці на льоду                      | Загалом | Загалом |
| Спортсмен | Дисципліна      | Бали Командні бали                  | Бали Командні бали                  | Бали Командні бали                  | Бали Командні бали                  | Бали                                | Місце                               | Бали Командні бали                  | Бали Командні бали                  | Бали Командні бали                  | Бали Командні бали                  | Бали    | Місце   |
| --- | --------------- | ----------------------------------- | ----------------------------------- | ----------------------------------- | ----------------------------------- | ----------------------------------- | ----------------------------------- | ----------------------------------- | ----------------------------------- | ----------------------------------- | ----------------------------------- | ------- | ------- |
| Роман Садовський (M) Мадлен Скізас (W) Кірстен Мур-Тауерс (P) (SP) Майкл Марінаро (P) (SP) Ванесса Джеймс (P) (FS) Ерік Редфорд (P) (FS) Пайпер Гіллес (ID) Поль Пуар'є (ID) | Змішані команди | 71.06 3                             | 69.60 8                             | 67.34 6                             | 82.72 7                             | 24                                  | 4 Q                                 | 122.60 6                            | 132.04 8                            | 130.07 7                            | 124.39 8                            | 53      | 4       |

## Фристайл
Від Канади на Ігри кваліфікувалася максимально можлива кількість фристайлістів: 16 чоловіків і 16 жінок.
Акробатика

Індивідуальна
| Міха Фонтен        | Акробатика (чоловіки) | 115.05 | 11  | 107.69         | 7              | Не потрапив  | Не потрапив  | Не потрапив  | 13 |
| Льюїс Ірвінг       | Акробатика (чоловіки) | 103.98 | 19  | 80.99          | 17             | Не потрапив  | Не потрапив  | Не потрапив  | 23 |
| Еміль Надо         | Акробатика (чоловіки) | 112.83 | 13  | 102.26         | 11             | Не потрапив  | Не потрапив  | Не потрапив  | 17 |
| Флав'є Омон        | Акробатика (жінки)    | 76.86  | 18  | 73.95          | 13             | Не потрапила | Не потрапила | Не потрапила | 19 |
| Наомі Бодро-Ґертен | Акробатика (жінки)    | 77.43  | 16  | 77.43          | 12             | Не потрапила | Не потрапила | Не потрапила | 18 |
| Маріон Тено        | Акробатика (жінки)    | 93.06  | 5 Q | не брав участі | не брав участі | 91.29        | 7            | Не потрапила | 7  |

Змішані
| Спортсмени                           | Дисципліна                   | 1-й стрибок | 1-й стрибок | 1-й стрибок | 1-й стрибок | 1-й стрибок | 2-й стрибок | 2-й стрибок | 2-й стрибок | 2-й стрибок | 2-й стрибок |
| Спортсмени                           | Дисципліна                   | Бали        | Бали        | Бали        | Загалом     | Місце       | Бали        | Бали        | Бали        | Загалом     | Місце       |
| ------------------------------------ | ---------------------------- | ----------- | ----------- | ----------- | ----------- | ----------- | ----------- | ----------- | ----------- | ----------- | ----------- |
| Маріон Тено Міха Фонтен Льюїс Ірвінг | Акробатика (змішані команди) | 93.06       | 113.97      | 119.91      | 326.94      | 3 Q         | 62.74       | 116.48      | 111.76      | 290.98      | 3           |

Фріскіїнґ

Чоловіки
| Спортсмен      | Дисципліна | Кваліфікація | Кваліфікація | Кваліфікація | Кваліфікація | Кваліфікація | Фінал       | Фінал       | Фінал       | Фінал       | Фінал |
| Спортсмен      | Дисципліна | 1-ша спроба  | 2-га спроба  | 3-тя спроба  | Найкраща     | Місце        | 1-ша спроба | 2-га спроба | 3-тя спроба | Найкраща    | Місце |
| -------------- | ---------- | ------------ | ------------ | ------------ | ------------ | ------------ | ----------- | ----------- | ----------- | ----------- | ----- |
| Тіл Гарле      | Біг-ейр    | 26.50        | 24.25        | 20.25        | 46.75        | 31           | Не потрапив | Не потрапив | Не потрапив | Не потрапив | 31    |
| Еван Макічран  | Біг-ейр    | 81.75        | 88.50        | 39.75        | 170.25       | 11 Q         | 93.00       | 22.50       | 11.50       | 115.50      | 9     |
| Макс Моффатт   | Біг-ейр    | 83.00        | 64.00        | 61.00        | 147.00       | 20           | Не потрапив | Не потрапив | Не потрапив | Не потрапив | 20    |
| Едуард Терріо  | Біг-ейр    | 83.50        | 42.00        | 84.50        | 168.00       | 13           | Не потрапив | Не потрапив | Не потрапив | Не потрапив | 13    |
| Ноа Боумен     | Хафпайп    | 78.25        | 85.50        | Н/Д          | 85.50        | 6 Q          | 84.25       | 84.75       | 21.25       | 84.75       | 4     |
| Сімон Д'Артуа  | Хафпайп    | 82.50        | 68.25        | Н/Д          | 82.50        | 8 Q          | 7.25        | 7.00        | 63.75       | 63.75       | 10    |
| Брендан Маккей | Хафпайп    | 87.25        | 85.00        | Н/Д          | 87.25        | 5 Q          | 4.00        | 65.50       | 27.00       | 65.50       | 9     |
| Тіл Гарле      | Слоупстайл | 36.05        | 33.81        | Н/Д          | 36.05        | 26           | Не потрапив | Не потрапив | Не потрапив | Не потрапив | 26    |
| Еван Макічран  | Слоупстайл | 40.90        | 33.70        | Н/Д          | 40.90        | 24           | Не потрапив | Не потрапив | Не потрапив | Не потрапив | 24    |
| Макс Моффатт   | Слоупстайл | 74.06        | 35.16        | Н/Д          | 74.06        | 11 Q         | 47.18       | 65.31       | 70.40       | 70.40       | 9     |
| Едуард Терріо  | Слоупстайл | 70.40        | 23.75        | Н/Д          | 70.40        | 13           | Не потрапив | Не потрапив | Не потрапив | Не потрапив | 13    |

Жінки

Елена Гаскелл знялась зі змагання в біг-ейрі після того, як зазнала травми під час тренування.
| Спортсмен      | Дисципліна | Кваліфікація | Кваліфікація | Кваліфікація | Кваліфікація | Кваліфікація | Фінал        | Фінал        | Фінал        | Фінал        | Фінал        |
| Спортсмен      | Дисципліна | 1-ша спроба  | 2-га спроба  | 3-тя спроба  | Найкраща     | Місце        | 1-ша спроба  | 2-га спроба  | 3-тя спроба  | Найкраща     | Місце        |
| -------------- | ---------- | ------------ | ------------ | ------------ | ------------ | ------------ | ------------ | ------------ | ------------ | ------------ | ------------ |
| Олівія Асселен | Біг-ейр    | 60.75        | 87.00        | 16.00        | 147.75       | 11 Q         | 62.00        | 60.25        | 85.00        | 147.50       | 8            |
| Елена Гаскелл  | Біг-ейр    | НС           | НС           | НС           | НС           | НС           | Не потрапила | Не потрапила | Не потрапила | Не потрапила | Не потрапила |
| Меґан Олдем    | Біг-ейр    | 80.00        | 91.25        | 8.25         | 171.25       | 1 Q          | 85.00        | 89.25        | 88.75        | 178.00       | 4            |
| Емі Фрейзер    | Хафпайп    | 75.25        | 75.75        | Н/Д          | 75.75        | 11 Q         | 75.25        | 35.75        | 11.00        | 75.25        | 8            |
| Рейчел Каркер  | Хафпайп    | 88.50        | 89.50        | Н/Д          | 89.50        | 2 Q          | 87.75        | 85.25        | 38.00        | 87.75        | 3            |
| Кессі Шарп     | Хафпайп    | 86.25        | 79.00        | Н/Д          | 86.25        | 6 Q          | 89.00        | 90.00        | 90.75        | 90.75        | 2            |
| Олівія Асселен | Слоупстайл | 64.68        | 6.75         | Н/Д          | 64.68        | 11 Q         | 16.83        | НС           | НС           | 16.83        | 11           |
| Меґан Олдем    | Слоупстайл | 6.45         | 63.10        | Н/Д          | 63.10        | 13           | Не потрапила | Не потрапила | Не потрапила | Не потрапила | 13           |

Могул
| Спортсмен            | Дисципліна       | Кваліфікація | Кваліфікація | Кваліфікація | Кваліфікація | Кваліфікація   | Кваліфікація   | Кваліфікація   | Кваліфікація   | Фінал       | Фінал       | Фінал       | Фінал       | Фінал        | Фінал        | Фінал        | Фінал        | Фінал        | Фінал        | Фінал        | Фінал |
| Спортсмен            | Дисципліна       | 1-й спуск    | 1-й спуск    | 1-й спуск    | 1-й спуск    | 2-й спуск      | 2-й спуск      | 2-й спуск      | 2-й спуск      | 1-й спуск   | 1-й спуск   | 1-й спуск   | 1-й спуск   | 2-й спуск    | 2-й спуск    | 2-й спуск    | 2-й спуск    | 3-й спуск    | 3-й спуск    | 3-й спуск    | Місце |
| Спортсмен            | Дисципліна       | Час          | Бали         | Загалом      | Місце        | Час            | Бали           | Загалом        | Місце          | Час         | Бали        | Загалом     | Місце       | Час          | Бали         | Загалом      | Місце        | Час          | Бали         | Загалом      | Місце |
| -------------------- | ---------------- | ------------ | ------------ | ------------ | ------------ | -------------- | -------------- | -------------- | -------------- | ----------- | ----------- | ----------- | ----------- | ------------ | ------------ | ------------ | ------------ | ------------ | ------------ | ------------ | ----- |
| Мікаель Кінгсбері    | Могул (чоловіки) | 24.71        | 65.74        | 81.15        | 1 Q          | не брав участі | не брав участі | не брав участі | не брав участі | 25.30       | 67.14       | 81.78       | 1 Q         | 25.50        | 65.22        | 79.59        | 2 Q          | 25.02        | 67.17        | 82.18        | 2     |
| Лоран Дюме           | Могул (чоловіки) | 24.52        | 54.09        | 69.76        | 24           | 25.32          | 46.78          | 71.39          | 16             | Не потрапив | Не потрапив | Не потрапив | Не потрапив | Не потрапив  | Не потрапив  | Не потрапив  | Не потрапив  | Не потрапив  | Не потрапив  | Не потрапив  | 26    |
| Клое Дюфур-Лапуант   | Могул (жінки)    | 28.85        | 54.82        | 70.31        | 11           | 28.77          | 54.87          | 70.45          | 6 Q            | 28.93       | 58.20       | 73.60       | 12 Q        | 28.65        | 57.25        | 72.96        | 9            | Не потрапила | Не потрапила | Не потрапила | 9     |
| Жустін Дюфур-Лапуант | Могул (жінки)    | 29.29        | 56.46        | 71.45        | 10 Q         | не брав участі | не брав участі | не брав участі | не брав участі | НФ          | НФ          | НФ          | НФ          | Не потрапила | Не потрапила | Не потрапила | Не потрапила | Не потрапила | Не потрапила | Не потрапила | 20    |
| Соф'ян Ганьйон       | Могул (жінки)    | 28.61        | 52.71        | 68.47        | 14           | 28.39          | 59.62          | 75.63          | 1 Q            | 28.36       | 58.40       | 74.44       | 8 Q         | НФ           | НФ           | НФ           | НФ           | Не потрапила | Не потрапила | Не потрапила | 12    |

Скікрос

Чоловіки
| Спортсмен    | Дисципліна | № Посіву | № Посіву | 1/8 фіналу | Чвертьфінал | Півфінал    | Фінал       | Фінал |
| Спортсмен    | Дисципліна | Час      | Місце    | Місце      | Місце       | Місце       | Місце       | Місце |
| ------------ | ---------- | -------- | -------- | ---------- | ----------- | ----------- | ----------- | ----- |
| Кевін Друрі  | Скікрос    | 1:13.11  | 15 Q     | 2 Q        | 3           | Не потрапив | Не потрапив | 12    |
| Ріс Гауден   | Скікрос    | 1:12.37  | 5 Q      | 1 Q        | 3           | Не потрапив | Не потрапив | 9     |
| Брейді Леман | Скікрос    | 1:12.30  | 4 Q      | 2 Q        | 2 Q         | 4 QB        | 2           | 6     |
| Джаред Шмідт | Скікрос    | 1:12.39  | 6 Q      | 2 Q        | 3           | Не потрапив | Не потрапив | 10    |

Жінки
| Спортсмен        | Дисципліна | № Посіву | № Посіву | 1/8 фіналу | Чвертьфінал | Півфінал | Фінал | Фінал |
| Спортсмен        | Дисципліна | Час      | Місце    | Місце      | Місце       | Місце    | Місце | Місце |
| ---------------- | ---------- | -------- | -------- | ---------- | ----------- | -------- | ----- | ----- |
| Кортні Гоффос    | Скікрос    | 1:18.28  | 8        | 1 Q        | 2 Q         | 4 FB     | 2     | 6     |
| Бріттані Фелан   | Скікрос    | 1:18.17  | 7        | 1 Q        | 2 Q         | 3 FB     | 1     | 5     |
| Ганна Шмідт      | Скікрос    | 1:18.07  | 4        | 1 Q        | 2 Q         | 3 FB     | 3     | 7     |
| Маріелль Томпсон | Скікрос    | 1:18.16  | 5        | 1 Q        | 1 Q         | 2 FA     | 2     | 2     |

Легенда кваліфікації: FA – Кваліфікував(ла)ся до медального раунду; FB – Кваліфікував(ла)ся до втішного раунду

## Хокей
Від Канади на Ігри кваліфікувалися чоловіча збірна з 25 хокеїстів і жіноча збірна з 23 хокеїсток.
Підсумок

Легенда:
- OT – Додатковий час
- GWS – Пробиттям булітів

| Збірна                 | Дисципліна | Груповий етап    | Груповий етап    | Груповий етап                    | Груповий етап    | Груповий етап | Кваліфікаційний плейоф | Чвертьфінал      | Півфінал         | Фінал / БМ       | Фінал / БМ |
| Збірна                 | Дисципліна | Суперник Рахунок | Суперник Рахунок | Суперник Рахунок                 | Суперник Рахунок | Місце         | Суперник Рахунок       | Суперник Рахунок | Суперник Рахунок | Суперник Рахунок | Місце      |
| ---------------------- | ---------- | ---------------- | ---------------- | -------------------------------- | ---------------- | ------------- | ---------------------- | ---------------- | ---------------- | ---------------- | ---------- |
| Чоловіча збірна Канади | Чоловіки   | Німеччина W 5–1  | США L 2–4        | Китай W 5–0                      | Н/Д              | 2             | Китай W 7–2            | Швеція L 0–2     | Не потрапили     | Не потрапили     | 6          |
| Жіноча збірна Канади   | Жінки      | Швейцарія W 12–1 | Фінляндія W 11–1 | Олімпійський комітет Росії W 6–1 | США W 4–2        | 1             | Н/Д                    | Швеція W 11–0    | Швейцарія W 10–3 | США W 3–2        | 1          |

### Чоловічий турнір
Збірна Канади з хокею із шайбою кваліфікувалася завдяки тому, що посідала 1-ше місце в Світовому рейтингу ІІХФ 2019.
Склад

25 січня 2022 року Федерація хокею Канади офіційно оголосила склад збірної з 25-ти хокеїстів. До складу збірної входять: 14 нападників (Н), 8 захисників (З) і три воротарі (В).
Головний тренер: Джеремі Коллітон
| №  | Поз. | Ім'я             | Зріст  | Вага  | Дата народження                  | Команда               |
| -- | ---- | ---------------- | ------ | ----- | -------------------------------- | --------------------- |
| 1  | В    | Девон Леві       | 1,83 м | 84 кг | 27 грудня 2001 (вік 20 років)    | Northeastern Huskies  |
| 3  | З    | Брендон Ґормлі   | 1,88 м | 89 кг | 18 лютого 1992 (вік 29 років)    | Локомотив (Ярославль) |
| 7  | Н    | Деніел Карр      | 1,83 м | 88 кг | 1 листопада 1991 (вік 30 років)  | Лугано                |
| 9  | Н    | Корбен Найт      | 1,85 м | 89 кг | 10 вересня 1990 (вік 31 рік)     | Авангард (Омськ)      |
| 10 | Н    | Бен Стріт        | 1,83 м | 86 кг | 13 лютого 1987 (вік 34 роки)     | Ред Булл (Мюнхен)     |
| 11 | Н    | Джек Макбейн     | 1,91 м | 91 кг | 6 січня 2000 (вік 22 роки)       | Boston College Eagles |
| 12 | Н    | Ерік Стаал (C)   | 1,93 м | 88 кг | 29 жовтня 1984 (вік 37 років)    | Айова Вайлд           |
| 15 | Н    | Адам Тамбелліні  | 1,93 м | 88 кг | 1 листопада 1994 (вік 27 років)  | Регле                 |
| 19 | Н    | Ерік О'Делл      | 1,83 м | 93 кг | 21 червня 1990 (вік 31 рік)      | Динамо (Москва)       |
| 20 | З    | Алекс Ґрант      | 1,91 м | 95 кг | 20 січня 1989 (вік 33 роки)      | Йокеріт (Гельсінкі)   |
| 22 | З    | Овен Пауер       | 1,98 м | 97 кг | 22 листопада 2002 (вік 19 років) | Michigan Wolverines   |
| 23 | З    | Тайлер Вотерспун | 1,88 м | 94 кг | 12 березня 1993 (вік 28 років)   | «Ютіка Кометс»        |
| 26 | Н    | Денієл Винник    | 1,88 м | 95 кг | 6 березня 1985 (вік 36 років)    | Серветт (Женева)      |
| 27 | Н    | Адам Крекнелл    | 1,91 м | 95 кг | 15 липня 1985 (вік 36 років)     | Bakersfield Condors   |
| 32 | Н    | Мейсон Мактавіш  | 1,86 м | 94 кг | 30 січня 2003 (вік 19 років)     | «Гамільтон Бульдогс»  |
| 37 | З    | Мет Робінсон     | 1,75 м | 82 кг | 20 січня 1986 (вік 36 років)     | СКА (Санкт-Петербург) |
| 39 | Н    | Лендон Ферраро   | 1,83 м | 80 кг | 8 серпня 1991 (вік 30 років)     | Кельнер Гайє          |
| 44 | З    | Марк Барберіо    | 1,85 м | 94 кг | 23 березня 1990 (вік 31 рік)     | Ак Барс (Казань)      |
| 51 | Н    | Давід Деарне (A) | 1,70 м | 80 кг | 14 вересня 1986 (вік 35 років)   | Фрібур-Готтерон       |
| 56 | З    | Максим Норо (A)  | 1,80 м | 89 кг | 24 травня 1987 (вік 34 роки)     | ЦСК Лайонс            |
| 60 | З    | Джейсон Демерс   | 1,85 м | 88 кг | 9 червня 1988 (вік 33 роки)      | Ак Барс (Казань)      |
| 80 | В    | Едвард Паскуале  | 1,91 м | 99 кг | 20 листопада 1990 (вік 31 рік)   | Локомотив (Ярославль) |
| 90 | В    | Метт Томкінс     | 1,91 м | 88 кг | 19 червня 1994 (вік 27 років)    | Фрелунда              |
| 91 | Н    | Джордан Віл      | 1,78 м | 81 кг | 15 квітня 1992 (вік 29 років)    | Ак Барс (Казань)      |
| 96 | Н    | Джош Го-Сенґ     | 1,83 м | 78 кг | 22 січня 1996 (вік 26 років)     | Торонто Мерліс        |

Група A
| Поз | Команда   | М | В | ВО | ПО | П | ГЗ | ГП | Різ | О | Кваліфікація           |
| --- | --------- | - | - | -- | -- | - | -- | -- | --- | - | ---------------------- |
| 1   | США       | 3 | 3 | 0  | 0  | 0 | 15 | 4  | +11 | 9 | Чвертьфінали           |
| 2   | Канада    | 3 | 2 | 0  | 0  | 1 | 12 | 5  | +7  | 6 | Кваліфікаційний плейоф |
| 3   | Німеччина | 3 | 1 | 0  | 0  | 2 | 6  | 10 | −4  | 3 | Кваліфікаційний плейоф |
| 4   | Китай (H) | 3 | 0 | 0  | 0  | 3 | 2  | 16 | −14 | 0 | Кваліфікаційний плейоф |

| 10 лютого 2022 21:10 v | Канада | 5–1 (3–0, 1–1, 1–0) | Німеччина | Арена Укесон (Пекін) 685 глядачів |

| звіт | звіт                              | звіт                     | звіт               | звіт                                                                         |
| --- | --------------------------------- | ------------------------ | ------------------ | ---------------------------------------------------------------------------- |
| |                                   |                          |                    |                                                                              |
| | Едвард паскуале                   | Воротарі                 | Матіас Нідерберґер | Судді: Тобіас Б'єрк Ендрю Бруггемен Лінійні Судді: Даніел Гинек Гліб Лазарєв |
| | голи:                             |                          |                    | Судді: Тобіас Б'єрк Ендрю Бруггемен Лінійні Судді: Даніел Гинек Гліб Лазарєв |
| Ґрант (Джонсон, Стріт) – 04:43 / Стріт (О'Делл, Джонсон) – 09:47 / Винник (Крекнелл, Деарне) – 10:19 / Норо (О'Делл, Стаал) – (PP) – 32:58 / Віл (Тамбелліні/Найт) – 51:22 | 1–0 / 2–0 / 3–0 / 3–1 / 4–1 / 5–1 | 30:45 – Рідер (Пфедерль) |                    | Судді: Тобіас Б'єрк Ендрю Бруггемен Лінійні Судді: Даніел Гинек Гліб Лазарєв |
| |                                   |                          |                    | Судді: Тобіас Б'єрк Ендрю Бруггемен Лінійні Судді: Даніел Гинек Гліб Лазарєв |
| |                                   |                          |                    | Судді: Тобіас Б'єрк Ендрю Бруггемен Лінійні Судді: Даніел Гинек Гліб Лазарєв |
| |                                   |                          |                    | Судді: Тобіас Б'єрк Ендрю Бруггемен Лінійні Судді: Даніел Гинек Гліб Лазарєв |
| 8 хв | Штраф                             | 4 хв                     |                    | Судді: Тобіас Б'єрк Ендрю Бруггемен Лінійні Судді: Даніел Гинек Гліб Лазарєв |
| |                                   |                          |                    |                                                                              |
| | 27                                | кидки                    | 24                 |                                                                              |

| 12 лютого 2022 12:10 v | Канада | 2–4 (1–2, 1–1, 0–1) | США | Державний палац спорту Пекіна (Пекін) 948 глядачів |

| звіт                                                               | звіт                              | звіт | звіт        | звіт                                                                          |
| ------------------------------------------------------------------ | --------------------------------- | --- | ----------- | ----------------------------------------------------------------------------- |
|                                                                    |                                   | |             |                                                                               |
|                                                                    | Едвард Паскуале                   | Воротарі | Штраус Манн | Судді: Андріс Ансонс Тобіас Б'єрк Лінійні Судді: Даніел Гинек Дастін Маккренк |
|                                                                    | голи:                             | |             | Судді: Андріс Ансонс Тобіас Б'єрк Лінійні Судді: Даніел Гинек Дастін Маккренк |
| Мет Робінсон (Го-Сенґ, Стаал) – 01:24 / Найт (Винник) (SH) – 34:13 | 1–0 / 1–1 / 1–2 / 1–3 / 2–3 / 2–4 | 02:34 – Міл (О'Нілл, Кампфер) / 18:44 – Меєрс (Фаррелл, Сандерсон) / 22:37 – Бріссон (Шор) / 46:13 – Аґостіно (Міл) |             | Судді: Андріс Ансонс Тобіас Б'єрк Лінійні Судді: Даніел Гинек Дастін Маккренк |
|                                                                    |                                   | |             | Судді: Андріс Ансонс Тобіас Б'єрк Лінійні Судді: Даніел Гинек Дастін Маккренк |
|                                                                    |                                   | |             | Судді: Андріс Ансонс Тобіас Б'єрк Лінійні Судді: Даніел Гинек Дастін Маккренк |
|                                                                    |                                   | |             | Судді: Андріс Ансонс Тобіас Б'єрк Лінійні Судді: Даніел Гинек Дастін Маккренк |
| 4 хв                                                               | Штраф                             | 6 хв |             | Судді: Андріс Ансонс Тобіас Б'єрк Лінійні Судді: Даніел Гинек Дастін Маккренк |
|                                                                    |                                   | |             |                                                                               |
|                                                                    | 37                                | кидки | 27          |                                                                               |

| 13 лютого 2022 21:10 v | КНР | 0–5 (0–3, 0–1, 0–1) | Канада | Державний палац спорту Пекіна (Пекін) 904 глядачів |

| звіт  | звіт                        | звіт | звіт         | звіт                                                                          |
| ----- | --------------------------- | --- | ------------ | ----------------------------------------------------------------------------- |
|       |                             | |              |                                                                               |
|       | Оубань Юнлі                 | Воротарі | Метт Томкінс | Судді: Андріс Ансонс Ендрю Бруггемен Лінійні Судді: Даніел Гинек Гліб Лазарєв |
|       | голи:                       | |              | Судді: Андріс Ансонс Ендрю Бруггемен Лінійні Судді: Даніел Гинек Гліб Лазарєв |
|       | 0–1 / 0–2 / 0–3 / 0–4 / 0–5 | 02:09 – Стріт (Джонсон, О'Делл) / 06:44 – Тамбелліні (Ґрант, Вотерспун) / 10:06 – О'Делл (Го-Сенґ, Вотерспун) / 38:03 – Джонсон (Демерс, Віл) / 46:23 – Найт (Пауер, Го-Сенґ) (PP) |              | Судді: Андріс Ансонс Ендрю Бруггемен Лінійні Судді: Даніел Гинек Гліб Лазарєв |
|       |                             | |              | Судді: Андріс Ансонс Ендрю Бруггемен Лінійні Судді: Даніел Гинек Гліб Лазарєв |
|       |                             | |              | Судді: Андріс Ансонс Ендрю Бруггемен Лінійні Судді: Даніел Гинек Гліб Лазарєв |
|       |                             | |              | Судді: Андріс Ансонс Ендрю Бруггемен Лінійні Судді: Даніел Гинек Гліб Лазарєв |
| 10 хв | Штраф                       | 10 хв |              | Судді: Андріс Ансонс Ендрю Бруггемен Лінійні Судді: Даніел Гинек Гліб Лазарєв |
|       |                             | |              |                                                                               |
|       | 26                          | кидки | 44           |                                                                               |

Кваліфікаційний плейоф
| 15 лютого 2022 21:10 v | Канада | 7–2 (2–1, 3–1, 2–0) | Китай | Державний палац спорту Пекіна (Пекін) 994 глядачів |

| звіт | звіт                                                | звіт                                                             | звіт         | звіт                                                                               |
| --- | --------------------------------------------------- | ---------------------------------------------------------------- | ------------ | ---------------------------------------------------------------------------------- |
| |                                                     |                                                                  |              |                                                                                    |
| | Метт Томкінс                                        | Воротарі                                                         | Джеремі Сміт | Судді: Міхаель Черріг Крістіан Вікман Лінійні Судді: Давід Обвегесер Їржі Ондрачек |
| | голи:                                               |                                                                  |              | Судді: Міхаель Черріг Крістіан Вікман Лінійні Судді: Давід Обвегесер Їржі Ондрачек |
| Віл (Тамбелліні, Норо) (PP) – 06:57 / Віл (Стаал, Тамбелліні) (PP) - 09:55 / Тамбелліні (Норо, Віл) (PP) - 26:36 / Тамбелліні (PS) - 28:39 / О'Делл (Демерс, Джонсон) - 32:05 / Стаал (Мактавіш, Макбейн) - 55:55 / Макбейн (Норо, Тамбелліні) - 58:19 | 1–0 / 2–0 / 2–1 / 3–1 / 4–1 / 5–1 / 5–2 / 6–2 / 7–2 | 15:32 - Ань Цзянь (Верек) / 38:59 - Ань Цзянь (Чжун, Цзєке) (PP) |              | Судді: Міхаель Черріг Крістіан Вікман Лінійні Судді: Давід Обвегесер Їржі Ондрачек |
| |                                                     |                                                                  |              | Судді: Міхаель Черріг Крістіан Вікман Лінійні Судді: Давід Обвегесер Їржі Ондрачек |
| |                                                     |                                                                  |              | Судді: Міхаель Черріг Крістіан Вікман Лінійні Судді: Давід Обвегесер Їржі Ондрачек |
| |                                                     |                                                                  |              | Судді: Міхаель Черріг Крістіан Вікман Лінійні Судді: Давід Обвегесер Їржі Ондрачек |
| 15 хв | Штраф                                               | 18 хв                                                            |              | Судді: Міхаель Черріг Крістіан Вікман Лінійні Судді: Давід Обвегесер Їржі Ондрачек |
| |                                                     |                                                                  |              |                                                                                    |
| | 45                                                  | кидки                                                            | 29           |                                                                                    |

Чвертьфінал
| 16 лютого 2022 21:30 | Швеція | 2–0 (0–0, 0–0, 2–0) | Канада | Державний палац спорту Пекіна (Пекін) 950 глядачів |

| звіт                                                 | звіт          | звіт     | звіт         | звіт                                                                           |
| ---------------------------------------------------- | ------------- | -------- | ------------ | ------------------------------------------------------------------------------ |
|                                                      |               |          |              |                                                                                |
|                                                      | Ларс Юганссон | Воротарі | Метт Томкінс | Судді: Ендрю Бруггемен Євген Ромашко Лінійні Судді: Вільям Генкок Гліб Лазарєв |
|                                                      | голи:         |          |              | Судді: Ендрю Бруггемен Євген Ромашко Лінійні Судді: Вільям Генкок Гліб Лазарєв |
| Валльмарк – 50:15 / Ландер (Гольмберг) (ENG) – 58:10 | 1–0 / 2-0     |          |              | Судді: Ендрю Бруггемен Євген Ромашко Лінійні Судді: Вільям Генкок Гліб Лазарєв |
|                                                      |               |          |              | Судді: Ендрю Бруггемен Євген Ромашко Лінійні Судді: Вільям Генкок Гліб Лазарєв |
|                                                      |               |          |              | Судді: Ендрю Бруггемен Євген Ромашко Лінійні Судді: Вільям Генкок Гліб Лазарєв |
|                                                      |               |          |              | Судді: Ендрю Бруггемен Євген Ромашко Лінійні Судді: Вільям Генкок Гліб Лазарєв |
| 6 хв                                                 | Штраф         | 6 хв     |              | Судді: Ендрю Бруггемен Євген Ромашко Лінійні Судді: Вільям Генкок Гліб Лазарєв |
|                                                      |               |          |              |                                                                                |
|                                                      | 26            | кидки    | 22           |                                                                                |

### Жіночий турнір
Жіноча збірна Канади з хокею із шайбою кваліфікувалася завдяки тому, що посідала 2-ге місце в Світовому рейтингу ІІХФ 2020.
Склад

Склад жіночої збірної Канади з 23-х гравчинь оголошено 11 січня 2022 року. Команда складається з тринадцятьох нападниць (Н), семи захисниць (Н) і трьох воротарок (В).
Головний тренер : Трой Раян
| №  | Поз. | Ім'я                 | Зріст  | Вага  | Дата народження                  | Клуб                      |
| -- | ---- | -------------------- | ------ | ----- | -------------------------------- | ------------------------- |
| 3  | З    | Жоселін Ларок        | 1,68 м | 66 кг | 19 травня 1988 (вік 33 роки)     | PWHPA Toronto             |
| 6  | Н    | Ребекка Джонстон     | 1,75 м | 67 кг | 24 вересня 1989 (вік 32 роки)    | PWHPA Calgary             |
| 7  | Н    | Лора Стейсі          | 1,78 м | 71 кг | 5 травня 1994 (вік 27 років)     | PWHPA Montreal            |
| 10 | Н    | Сара Фільє           | 1,63 м | 59 кг | 09 червня 2000 (вік 21 рік)      | Princeton Tigers          |
| 11 | Н    | Джилл Солньєр        | 1,65 м | 66 кг | 7 березня 1992 (вік 29 років)    | PWHPA Montreal            |
| 14 | З    | Рената Фаст          | 1,70 м | 65 кг | 6 жовтня 1994 (вік 27 років)     | PWHPA Toronto             |
| 15 | Н    | Мелоді Дауст         | 1,63 м | 71 кг | 7 січня 1992 (вік 30 років)      | PWHPA Montreal            |
| 17 | З    | Елла Шелтон          | 1,73 м | 68 кг | 19 січня 1998 (вік 24 роки)      | PWHPA Toronto             |
| 19 | Н    | Браянн Дженнер – A   | 1,75 м | 71 кг | 4 травня 1991 (вік 30 років)     | PWHPA Toronto             |
| 20 | Н    | Сара Нерс            | 1,75 м | 67 кг | 4 січня 1995 (вік 27 років)      | PWHPA Toronto             |
| 21 | З    | Ештон Белл           | 1,73 м | 64 кг | 7 грудня 1999 (вік 22 роки)      | Minnesota Duluth Bulldogs |
| 23 | З    | Ерін Амброз          | 1,65 м | 60 кг | 30 квітня 1994 (вік 27 років)    | PWHPA Toronto             |
| 24 | Н    | Наталі Спунер        | 1,78 м | 82 кг | 17 жовтня 1990 (вік 31 рік)      | PWHPA Toronto             |
| 26 | Н    | Емілі Кларк          | 1,70 м | 61 кг | 28 листопада 1995 (вік 26 років) | PWHPA Montreal            |
| 27 | Н    | Емма Мальте          | 1,63 м | 66 кг | 4 листопада 1999 (вік 22 роки)   | Ohio State Buckeyes       |
| 28 | З    | Міка Занді-Гарт      | 1,73 м | 68 кг | 13 січня 1997 (вік 25 років)     | PWHPA Calgary             |
| 29 | Н    | Марі-Філіп Пулен – C | 1,70 м | 73 кг | 28 березня 1991 (вік 30 років)   | PWHPA Montreal            |
| 35 | В    | Анн-Рене Десбін      | 1,75 м | 73 кг | 10 квітня 1994 (вік 27 років)    | PWHPA Montreal            |
| 38 | В    | Емеранс Машмаєр      | 1,68 м | 64 кг | 5 жовтня 1994 (вік 27 років)     | PWHPA Montreal            |
| 40 | Н    | Брейр Тернбулл – A   | 1,70 м | 69 кг | 15 липня 1993 (вік 28 років)     | PWHPA Calgary             |
| 42 | З    | Клер Томпсон         | 1,72 м | 60 кг | 28 січня 1998 (вік 24 роки)      | PWHPA Toronto             |
| 47 | Н    | Джеймі Лі Реттрей    | 1,68 м | 78 кг | 30 вересня 1992 (вік 29 років)   | PWHPA Toronto             |
| 50 | В    | Крістен Кемпбелл     | 1,78 м | 80 кг | 30 листопада 1997 (вік 24 роки)  | PWHPA Calgary             |

Група  A
| Поз | Команда                    | М | В | ВО | ПО | П | ГЗ | ГП | Різ | О  | Кваліфікація     |
| --- | -------------------------- | - | - | -- | -- | - | -- | -- | --- | -- | ---------------- |
| 1   | США                        | 4 | 3 | 0  | 0  | 1 | 20 | 6  | +14 | 9  | Чвертьфіналістки |
| 2   | Канада                     | 4 | 4 | 0  | 0  | 0 | 33 | 5  | +28 | 12 | Чвертьфіналістки |
| 3   | Фінляндія                  | 4 | 1 | 0  | 0  | 3 | 10 | 19 | −9  | 3  | Чвертьфіналістки |
| 4   | Олімпійський комітет Росії | 4 | 1 | 0  | 0  | 3 | 6  | 18 | −12 | 3  | Чвертьфіналістки |
| 5   | Швейцарія                  | 4 | 1 | 0  | 0  | 3 | 6  | 27 | −21 | 3  | Чвертьфіналістки |

| 3 лютого 2022 12:10 v | Канада | 12–1 (3–0, 5–0, 4–1) | Швейцарія | Державний палац спорту Пекіна (Пекін) 1,000 глядачів |

| звіт | звіт                                                                           | звіт                             | звіт          | звіт                                                                   |
| --- | ------------------------------------------------------------------------------ | -------------------------------- | ------------- | ---------------------------------------------------------------------- |
| |                                                                                |                                  |               |                                                                        |
| | Анн-Рене Десбін                                                                | Воротарі                         | Андреа Бранді | Судді: Дарія Єрмак Анна Віґанд Лінійні Судді: Ліза Лінек Ліннея Сайніо |
| | голи:                                                                          |                                  |               | Судді: Дарія Єрмак Анна Віґанд Лінійні Судді: Ліза Лінек Ліннея Сайніо |
| Фільє (Спунер) – 01:04 / Фільє (Пулен) – 07:55 / Спунер (Фільє, Амброз) – 11:20 / Джонстон (Томпсон, Тернбулл) – 28:06 / Стейсі (Белл) – 28:21 / Спунер (Нерс, Томпсон) (PP) – 33:20 / Тернбулл (Томпсон, Джонстон) – 35:40 / Стейсі (Шелтон) – 37:02 / Тернбулл (Реттрей, Спунер) – 46:14 / Белл (Тернбулл, Джонстон) – 53:46 / Томпсон (Джонстон, Нерс) – 56:20 /Амброз (Спунер, Томпсон) (PP) – 59:58 | 1–0 / 2–0 / 3–0 / 4–0 / 5–0 / 6–0 / 7–0 / 8–0 / 9–0 / 9–1 / 10–1 / 11–1 / 12–1 | 48:30 – Штальдер (Крістен) (PP2) |               | Судді: Дарія Єрмак Анна Віґанд Лінійні Судді: Ліза Лінек Ліннея Сайніо |
| |                                                                                |                                  |               | Судді: Дарія Єрмак Анна Віґанд Лінійні Судді: Ліза Лінек Ліннея Сайніо |
| |                                                                                |                                  |               | Судді: Дарія Єрмак Анна Віґанд Лінійні Судді: Ліза Лінек Ліннея Сайніо |
| |                                                                                |                                  |               | Судді: Дарія Єрмак Анна Віґанд Лінійні Судді: Ліза Лінек Ліннея Сайніо |
| 14 хв | Штраф                                                                          | 8 хв                             |               | Судді: Дарія Єрмак Анна Віґанд Лінійні Судді: Ліза Лінек Ліннея Сайніо |
| |                                                                                |                                  |               |                                                                        |
| | 70                                                                             | кидки                            | 15            |                                                                        |

| 5 лютого 2022 12:10 v | Канада | 11–1 (2–1, 5–0, 4–0) | Фінляндія | Арена Укесон (Пекін) 670 глядачів |

| звіт | звіт                                                                    | звіт             | звіт                        | звіт                                                                        |
| --- | ----------------------------------------------------------------------- | ---------------- | --------------------------- | --------------------------------------------------------------------------- |
| |                                                                         |                  |                             |                                                                             |
| | Анн-Рене Десбін                                                         | Воротарі         | Меері Ряйсянен Анні Кейсала | Судді: Челсі Рейпін Анна Віґанд Лінійні Судді: Ліза Лінек Вероніка Ловенсне |
| | голи:                                                                   |                  |                             | Судді: Челсі Рейпін Анна Віґанд Лінійні Судді: Ліза Лінек Вероніка Ловенсне |
| Фільє (Спунер, Томпсон) – 01:01 / Нерс – 12:45 / Фільє (Фаст, Спунер) – 23:22 / Нерс (Спунер, Реттрей) – 30:01 / Дженнер (Ларок, Пулен) – 31:20 / Дженнер (Занді-Гарт, Пулен) – 34:27 / Стейсі (Мальте, Шелтон) – 36:35 / Реттрей (Дженнер, Белл) – 47:06 / Нерс (Амброз, Спунер) – 53:07 / Стейсі (Шелтон, Белл) – 54:10 / Дженнер (Кларк, Пулен) – 54:45 | 1–0 / 2–0 / 2–1 / 3–1 / 4–1 / 5–1 / 6–1 / 7–1 / 8–1 / 9–1 / 10–1 / 11–1 | 18:27 – Туомінен |                             | Судді: Челсі Рейпін Анна Віґанд Лінійні Судді: Ліза Лінек Вероніка Ловенсне |
| |                                                                         |                  |                             | Судді: Челсі Рейпін Анна Віґанд Лінійні Судді: Ліза Лінек Вероніка Ловенсне |
| |                                                                         |                  |                             | Судді: Челсі Рейпін Анна Віґанд Лінійні Судді: Ліза Лінек Вероніка Ловенсне |
| |                                                                         |                  |                             | Судді: Челсі Рейпін Анна Віґанд Лінійні Судді: Ліза Лінек Вероніка Ловенсне |
| 14 хв | Штраф                                                                   | 8 хв             |                             | Судді: Челсі Рейпін Анна Віґанд Лінійні Судді: Ліза Лінек Вероніка Ловенсне |
| |                                                                         |                  |                             |                                                                             |
| | 48                                                                      | кидки            | 29                          |                                                                             |

| 7 лютого 2022 13:15 v | Олімпійський комітет Росії | 1–6 (0–2, 1–2, 0–2) | Канада | Арена Укесон (Пекін) 545 глядачів |

| звіт                    | звіт                                    | звіт | звіт            | звіт                                                                           |
| ----------------------- | --------------------------------------- | --- | --------------- | ------------------------------------------------------------------------------ |
|                         |                                         | |                 |                                                                                |
|                         | Дар'я Гредзен Марія Сорокіна            | Воротарі | Емеранс Машмаєр | Судді: Дарія Єрмак Челсі Рейпін Лінійні Судді: Вероніка Ловенсне Ліннея Сайніо |
|                         | голи:                                   | |                 | Судді: Дарія Єрмак Челсі Рейпін Лінійні Судді: Вероніка Ловенсне Ліннея Сайніо |
| Шохіна (Вафіна) – 37:21 | 0–1 / 0–2 / 0–3 / 0–4 / 1–4 / 1–5 / 1–6 | 02:09 – Нерс / 02:29 – Фільє (Фаст, Реттрей) / 27:45 – Реттрей (Спунер, Нерс) (PP) / 30:29 – Амброз (Джонстон, Стейсі) / 40:39 – Джонстон (Дженнер, Пулен) (PP) / 45:50 – Пулен (Дженнер, Амброз) (PP) |                 | Судді: Дарія Єрмак Челсі Рейпін Лінійні Судді: Вероніка Ловенсне Ліннея Сайніо |
|                         |                                         | |                 | Судді: Дарія Єрмак Челсі Рейпін Лінійні Судді: Вероніка Ловенсне Ліннея Сайніо |
|                         |                                         | |                 | Судді: Дарія Єрмак Челсі Рейпін Лінійні Судді: Вероніка Ловенсне Ліннея Сайніо |
|                         |                                         | |                 | Судді: Дарія Єрмак Челсі Рейпін Лінійні Судді: Вероніка Ловенсне Ліннея Сайніо |
| 14 хв                   | Штраф                                   | 8 хв |                 | Судді: Дарія Єрмак Челсі Рейпін Лінійні Судді: Вероніка Ловенсне Ліннея Сайніо |
|                         |                                         | |                 |                                                                                |
|                         | 12                                      | кидки | 49              |                                                                                |

| 8 лютого 2022 12:10 v | США | 2–4 (0–1, 2–3, 0–0) | Канада | Арена Укесон (Пекін) 591 глядачів |

| звіт                                                                         | звіт                              | звіт | звіт            | звіт                                                                                          |
| ---------------------------------------------------------------------------- | --------------------------------- | --- | --------------- | --------------------------------------------------------------------------------------------- |
|                                                                              |                                   | |                 |                                                                                               |
|                                                                              | Медді Руні                        | Воротарі | Анн-Рене Десбін | Судді: Сіанна Ліфферс Лейсі Сенюк Елізабет Манта Лінійні Судді: Кендалл Генлі Жаклін Спрессер |
|                                                                              | голи:                             | |                 | Судді: Сіанна Ліфферс Лейсі Сенюк Елізабет Манта Лінійні Судді: Кендалл Генлі Жаклін Спрессер |
| Камеранезі (Паннек, Барнс) – 29:17 / Карпентер (Кессел, Келлер) (PP) – 31:34 | 0–1 / 1–1 / 2–1 / 2–2 / 2–3 / 2–4 | 14:10 – Дженнер (Фільє, Пулен) (PP) / 32:00 – Дженнер (Нерс) / 34:25 – Реттрей (Спунер, Занді-Гарт) / 37:25 – Пулен (PS) |                 | Судді: Сіанна Ліфферс Лейсі Сенюк Елізабет Манта Лінійні Судді: Кендалл Генлі Жаклін Спрессер |
|                                                                              |                                   | |                 | Судді: Сіанна Ліфферс Лейсі Сенюк Елізабет Манта Лінійні Судді: Кендалл Генлі Жаклін Спрессер |
|                                                                              |                                   | |                 | Судді: Сіанна Ліфферс Лейсі Сенюк Елізабет Манта Лінійні Судді: Кендалл Генлі Жаклін Спрессер |
|                                                                              |                                   | |                 | Судді: Сіанна Ліфферс Лейсі Сенюк Елізабет Манта Лінійні Судді: Кендалл Генлі Жаклін Спрессер |
| 2 хв                                                                         | Штраф                             | 12 хв |                 | Судді: Сіанна Ліфферс Лейсі Сенюк Елізабет Манта Лінійні Судді: Кендалл Генлі Жаклін Спрессер |
|                                                                              |                                   | |                 |                                                                                               |
|                                                                              | 53                                | кидки | 27              |                                                                                               |

Чвертьфінали
| 11 лютого 2022 21:10 v | Канада | 11–0 (4–0, 5–0, 2–0) | Швеція | Арена Укесон (Пекін) 669 глядачів |

| звіт | звіт                                                              | звіт     | звіт                     | звіт                                                                           |
| --- | ----------------------------------------------------------------- | -------- | ------------------------ | ------------------------------------------------------------------------------ |
| |                                                                   |          |                          |                                                                                |
| | Емеранс Машмаєр                                                   | Воротарі | Емма Седерберґ Іда Боман | Судді: Дарія Абросимова Лейсі Сенюк Лінійні Судді: Алекс Кларк Юлія Кайнберґер |
| | голи:                                                             |          |                          | Судді: Дарія Абросимова Лейсі Сенюк Лінійні Судді: Алекс Кларк Юлія Кайнберґер |
| Дженнер (Пулен, Нерс) – 03:05 / Фільє (Джонстон, Пулен) (PP) – 17:05 / Фільє (Реттрей, Фаст) – 17:41 / Реттрей (Томпсон, Нерс) (PP) – 19:35 / Спунер (Нерс, Ларок) (PP) – 23:16 / Амброз (Пулен, Томпсон) – 25:15 / Тернбулл (Амброз, Солньєр) – 26:56 / Дженнер (Пулен, Нерс) – 28:13 / Кларк (Белл, Гарт) (PP) – 29:09 / Дженнер (Гарт, Томпсон) – 50:55 / Фільє (Спунер, Фаст) – 52:06 | 1–0 / 2–0 / 3–0 / 4–0 / 5–0 / 6–0 / 7–0 / 8–0 / 9–0 / 10–0 / 11–0 |          |                          | Судді: Дарія Абросимова Лейсі Сенюк Лінійні Судді: Алекс Кларк Юлія Кайнберґер |
| |                                                                   |          |                          | Судді: Дарія Абросимова Лейсі Сенюк Лінійні Судді: Алекс Кларк Юлія Кайнберґер |
| |                                                                   |          |                          | Судді: Дарія Абросимова Лейсі Сенюк Лінійні Судді: Алекс Кларк Юлія Кайнберґер |
| |                                                                   |          |                          | Судді: Дарія Абросимова Лейсі Сенюк Лінійні Судді: Алекс Кларк Юлія Кайнберґер |
| 8 хв | Штраф                                                             | 14 хв    |                          | Судді: Дарія Абросимова Лейсі Сенюк Лінійні Судді: Алекс Кларк Юлія Кайнберґер |
| |                                                                   |          |                          |                                                                                |
| | 56                                                                | кидки    | 11                       |                                                                                |

Півфінали
| 14 лютого 2022 12:10 v | Канада | 10–3 (5–1, 3–2, 2–0) | Швейцарія | Арена Укесон (Пекін) 645 глядачів |

| звіт | звіт                                                                         | звіт                                                                               | звіт                        | звіт                                                                         |
| --- | ---------------------------------------------------------------------------- | ---------------------------------------------------------------------------------- | --------------------------- | ---------------------------------------------------------------------------- |
| |                                                                              |                                                                                    |                             |                                                                              |
| | Ann-Renee Desbiens                                                           | Воротарі                                                                           | Андреа Бранді Саскія Маурер | Судді: Анніїна Нурмі Челсі Рейпін Лінійні Судді: Єнні Хеккіне Джекі Спрессер |
| | голи:                                                                        |                                                                                    |                             | Судді: Анніїна Нурмі Челсі Рейпін Лінійні Судді: Єнні Хеккіне Джекі Спрессер |
| Томпсон (Джонстон) – 07:16 / Реттрей (Амброз, Фільє) – 08:28 / Тернбулл (Томпсон, Джонстон) – 09:04 / Фаст (Нерс, Дженнер) – 09:21 / Амброз (Дауст, Спунер) – 10:40 / Пулен (Нерс) – 27:52 / Кларк (Джонстон, Тернбулл) – 28:03 / Пулен (Нерс, Томпсон) – 33:27 / Мальте (Стейсі, Солньєр) – 43:13 / Дженнер (Нерс) – 58:11 | 1–0 / 2–0 / 3–0 / 4–0 / 5–0 / 5–1 / 5–2 / 6–2 / 7–2 / 7–3 / 8–3 / 9–3 / 10–3 | 18:37 – Штальдер (Мюллер) (PP) / 24:59 – Мюллер (Штальдер) / 29:44 – Штальдер (PP) |                             | Судді: Анніїна Нурмі Челсі Рейпін Лінійні Судді: Єнні Хеккіне Джекі Спрессер |
| |                                                                              |                                                                                    |                             | Судді: Анніїна Нурмі Челсі Рейпін Лінійні Судді: Єнні Хеккіне Джекі Спрессер |
| |                                                                              |                                                                                    |                             | Судді: Анніїна Нурмі Челсі Рейпін Лінійні Судді: Єнні Хеккіне Джекі Спрессер |
| |                                                                              |                                                                                    |                             | Судді: Анніїна Нурмі Челсі Рейпін Лінійні Судді: Єнні Хеккіне Джекі Спрессер |
| 8 хв | Штраф                                                                        | 4 хв                                                                               |                             | Судді: Анніїна Нурмі Челсі Рейпін Лінійні Судді: Єнні Хеккіне Джекі Спрессер |
| |                                                                              |                                                                                    |                             |                                                                              |
| | 61                                                                           | кидки                                                                              | 13                          |                                                                              |

Фінал

## Санний спорт
Від Канади на Ігри кваліфікувалися шість санкарів. Завдяки результатам у Кубку світу 2021–2022 від Канади кваліфікувалися один чоловік і три жінки в одномісних санях, а також одна команда в двомісних санях. А що були представники в кожній з трьох дисциплін, то Канада змогла виставити естафетну команду. Склад збірної офіційно оголошено 18 січня 2022 року.
| Спортсмен                  | Дисципліна                | 1-й заїзд | 1-й заїзд | 2-й заїзд | 2-й заїзд | 3-й заїзд | 3-й заїзд | 4-й заїзд | 4-й заїзд | Сума     | Сума  |
| Спортсмен                  | Дисципліна                | Час       | Місце     | Час       | Місце     | Час       | Місце     | Час       | Місце     | Час      | Місце |
| -------------------------- | ------------------------- | --------- | --------- | --------- | --------- | --------- | --------- | --------- | --------- | -------- | ----- |
| Рейд Воттс                 | Одномісні сани (чоловіки) | 58.049    | 14        | 59.071    | 25        | 58.108    | 15        | 58.065    | 16        | 3:53.293 | 17    |
| Трістан Вокер Джастін Сніт | Двомісні сани             | 58.895    | 7         | 59.023    | 8         | Н/Д       | Н/Д       | Н/Д       | Н/Д       | 1:57.918 | 7     |
| Наталі Корлесс             | Одномісні сани (жінки)    | 59.193    | 15        | 59.316    | 17        | 59.176    | 21        | 59.570    | 15        | 3:57.255 | 16    |
| Трініті Елліс              | Одномісні сани (жінки)    | 59.219    | 16        | 59.053    | 11        | 58.888    | 13        | 59.704    | 17        | 3:56.864 | 14    |
| Макена Годжсон             | Одномісні сани (жінки)    | 59.505    | 19        | 59.477    | 18        | 59.286    | 22        | 59.568    | 13        | 3:57.536 | 17    |

Змішана естафета
| Спортсмен                                           | Дисципліна | 1-й заїзд | 1-й заїзд | 2-й заїзд | 2-й заїзд | 3-й заїзд | 3-й заїзд | 3-й заїзд | Сума  | Сума |
| Спортсмен                                           | Дисципліна | Час       | Місце     | Час       | Місце     | Час       | Місце     | Час       | Місце |      |
| --------------------------------------------------- | ---------- | --------- | --------- | --------- | --------- | --------- | --------- | --------- | ----- | ---- |
| Трініті Елліс Рейд Воттс Трістан Вокер Джастін Сніт | Естафета   | 1:00.880  | 7         | 1:00.210  | 7         | 1:00.110  | 3         | 3:05.235  | 6     |      |

## Шорт-трек
Від Канади на Ігри кваліфікувалися всі три естафети і максимальна квота по п'ять спортсменів кожної статі. Склад збірної офіційно оголошено 18 січня 2022 року.
Чоловіки
| Спортсмен                                                            | Дисципліна      | Попередній заїзд | Попередній заїзд | Чвертьфінал | Чвертьфінал | Півфінал    | Півфінал    | Фінал       | Фінал |
| Спортсмен                                                            | Дисципліна      | Час              | Місце            | Час         | Місце       | Час         | Місце       | Час         | Місце |
| -------------------------------------------------------------------- | --------------- | ---------------- | ---------------- | ----------- | ----------- | ----------- | ----------- | ----------- | ----- |
| Стівен Дюбуа                                                         | 500 м           | 40.399           | 1 Q              | 40.494      | 2 Q         | 40.825      | 4 ADV A     | 40.669      | 3     |
| Максім Лаун                                                          | 500 м           | НФ               | НФ               | Не потрапив | Не потрапив | Не потрапив | Не потрапив | Не потрапив | 28    |
| Джордан П'єр-Жиль                                                    | 500 м           | 40.488           | 2 Q              | НФ          | НФ          | Не потрапив | Не потрапив | Не потрапив | 18    |
| Паскаль Діон                                                         | 1000 м          | 1:24.711         | 2 Q              | НФ          | НФ          | Не потрапив | Не потрапив | Не потрапив | 12    |
| Джордан П'єр-Жиль                                                    | 1000 м          | 1:24.067         | 2 Q              | ДСК         | ДСК         | Не потрапив | Не потрапив | Не потрапив | 16    |
| Паскаль Діон                                                         | 1500 м          | Н/Д              | Н/Д              | 2:09.723    | 2 Q         | 2:15.271    | 7           | Не потрапив | 18    |
| Стівен Дюбуа                                                         | 1500 м          | Н/Д              | Н/Д              | 2:15.123    | 3 Q         | 2:38.000    | 6 ADV A     | 2:09.254    | 2     |
| Шарль Амлен                                                          | 1500 м          | Н/Д              | Н/Д              | 2:11.239    | 1 Q         | ДСК         | ДСК         | Не потрапив | 19    |
| Паскаль Діон Стівен Дюбуа Джордан П'єр-Жиль Шарль Амлен Максім Лаун* | Естафета 5000 м | Н/Д              | Н/Д              | Н/Д         | Н/Д         | 6:38.752    | 1 FA        | 6:41.257    | 1     |

Кваліфікаційна легенда: Q - Кваліфікувався завдяки місцю в заїзді; q - Кваліфікувався завдяки показаному часу; FA - Кваліфікувався до медального фіналу; ADV A - Потрапив до медального фіналу завдяки судівському рішенню; FB - Кваліфікувався до втішного фіналу

Жінки
| Спортсменка                                        | Дисципліна      | Попередній заїзд | Попередній заїзд | Чвертьфінал  | Чвертьфінал  | Півфінал     | Півфінал     | Фінал        | Фінал |
| Спортсменка                                        | Дисципліна      | Час              | Місце            | Час          | Місце        | Час          | Місце        | Час          | Місце |
| -------------------------------------------------- | --------------- | ---------------- | ---------------- | ------------ | ------------ | ------------ | ------------ | ------------ | ----- |
| Кім Бутен                                          | 500 м           | 42.732           | 1 Q              | 42.39        | 1 Q          | 42.664       | 2 FA         | 42.724       | 3     |
| Флоранс Брюнель                                    | 500 м           | 43.477           | 2 Q              | ДСК          | ДСК          | Не потрапила | Не потрапила | Не потрапила | 19    |
| Елісон Чарлз                                       | 500 м           | 42.991           | 2 Q              | 1:07.206     | 4 ADV        | 42.829       | 4 FB         | 43.273       | 8     |
| Кім Бутен                                          | 1000 м          | НФ               | НФ               | Не потрапила | Не потрапила | Не потрапила | Не потрапила | Не потрапила | 29    |
| Елісон Чарлз                                       | 1000 м          | 1:29.87          | 3 ADV            | 1:30.161     | 5            | Не потрапила | Не потрапила | Не потрапила | 20    |
| Кортні Саро                                        | 1000 м          | 1:27.798         | 1 Q              | 1:29.450     | 3            | Не потрапила | Не потрапила | Не потрапила | 11    |
| Данае Бле                                          | 1500 м          | Н/Д              | Н/Д              | No time      | 4            | Не потрапила | Не потрапила | Не потрапила | 25    |
| Кім Бутен                                          | 1500 м          | Н/Д              | Н/Д              | 2:17.739     | 1 Q          | 2:22.371     | 3 FB         | 2:45.568     | 10    |
| Кортні Саро                                        | 1500 м          | Н/Д              | Н/Д              | 2:20.365     | 1 Q          | 2:18.316     | 4 FB         | 2:45.606     | 11    |
| Кім Бутен Флоранс Брюнель Елісон Чарлз Кортні Саро | Естафета 3000 м | Н/Д              | Н/Д              | Н/Д          | Н/Д          | 4:05.89      | 1 FA         | 4:04.329     | 4     |

Кваліфікаційна легенда: Q - Кваліфікувалася завдяки місцю в заїзді; q - Кваліфікувалася завдяки показаному часу; FA - Кваліфікувалася до медального фіналу; ADV A - Потрапила до медального фіналу завдяки судівському рішенню; FB - Кваліфікувалася до втішного фіналу

Змішані
| Спортсмени                                                                          | Дисципліна      | Чвертьфінал | Чвертьфінал | Півфінал | Півфінал | Фінал | Фінал |
| Спортсмени                                                                          | Дисципліна      | Час         | Місце       | Час      | Місце    | Час   | Місце |
| ----------------------------------------------------------------------------------- | --------------- | ----------- | ----------- | -------- | -------- | ----- | ----- |
| Кім Бутен Флоранс Брюнель Паскаль Діон* Стівен Дюбуа Джордан П'єр-Жиль Кортні Саро* | Естафета 2000 м | 2:36.747    | 2 Q         | 2:36.808 | 1 FA     | ДСК   | 6     |

Кваліфікаційна легенда: Q - Кваліфікувалися завдяки місцю в заїзді; q - Кваліфікувалися завдяки показаному часу; FA - Кваліфікувалися до медального фіналу; ADV A - Потрапили до медального фіналу завдяки судівському рішенню; FB - Кваліфікувалися до втішного фіналу

## Скелетон
Від Канади на Ігри кваліфікувалися три скелетоністи (один чоловік і дві жінки). Склад збірної офіційно оголошено 20 січня 2022 року.
| Спортсмен     | Дисципліна | 1-й заїзд | 1-й заїзд | 2-й заїзд | 2-й заїзд | 3-й заїзд | 3-й заїзд | 4-й заїзд | 4-й заїзд | Сума    | Сума  |
| Спортсмен     | Дисципліна | Час       | Місце     | Час       | Місце     | Час       | Місце     | Час       | Місце     | Час     | Місце |
| ------------- | ---------- | --------- | --------- | --------- | --------- | --------- | --------- | --------- | --------- | ------- | ----- |
| Блейк Ензі    | Чоловіки   | 1:01.65   | 19        | 1:01.76   | 20        | 1:01.93   | 21        | 1:01.54   | 19        | 4:06.88 | 20    |
| Джейн Ченнелл | Жінки      | 1:02.59   | 13        | 1:03.31   | 22        | 1:02.71   | 19        | 1:02.34   | 10        | 4:10.95 | 17    |
| Мірела Ранева | Жінки      | 1:02.03   | 1         | 1:03.14   | 18        | 1:01.72   | 2         | 1:02.26   | 6         | 4:09.15 | 5     |

## Стрибки з трампліна
Від Канади на Ігри кваліфікувалися чотири стрибуни з трампліна два чоловіки і дві жінки. Склад канадської збірної оголошено 21 січня 2022 року.
| Спортсмен                                                           | Дисципліна                            | Кваліфікація | Кваліфікація | Кваліфікація | Перший раунд | Перший раунд | Перший раунд | Фінал        | Фінал        | Фінал        | Загалом      | Загалом |
| Спортсмен                                                           | Дисципліна                            | Відстань     | Бали         | Місце        | Відстань     | Бали         | Місце        | Відстань     | Бали         | Місце        | Бали         | Місце   |
| ------------------------------------------------------------------- | ------------------------------------- | ------------ | ------------ | ------------ | ------------ | ------------ | ------------ | ------------ | ------------ | ------------ | ------------ | ------- |
| Маккензі Бойд-Клаус                                                 | Нормальний трамплін (чоловіки)        | 94.5         | 97.1         | 17 Q         | 100.5        | 129.8        | 12 Q         | 100.0        | 122.8        | 19           | 252.6        | 16      |
| Меттью Соукуп                                                       | Нормальний трамплін (чоловіки)        | 75.0         | 52.7         | 47 Q         | 92.0         | 103.0        | 45           | Не потрапив  | Не потрапив  | Не потрапив  | Не потрапив  | 45      |
| Маккензі Бойд-Клаус                                                 | Великий трамплін (чоловіки)           | 122.0        | 115.8        | 18 Q         | 128.5        | 119.2        | 33           | Не потрапив  | Не потрапив  | Не потрапив  | Не потрапив  | 33      |
| Меттью Соукуп                                                       | Великий трамплін (чоловіки)           | 108.5        | 82.0         | 47 Q         | 115.0        | 90.8         | 49           | Не потрапив  | Не потрапив  | Не потрапив  | Не потрапив  | 49      |
| Александрія Лутітт                                                  | Нормальний трамплін (жінки)           | Н/Д          | Н/Д          | Н/Д          | ДСК          | ДСК          | ДСК          | Не потрапила | Не потрапила | Не потрапила | Не потрапила | ДСК     |
| Ебіґейл Стрейт                                                      | Нормальний трамплін (жінки)           | Н/Д          | Н/Д          | Н/Д          | 75.5         | 71.7         | 26 Q         | 84.5         | 90.12        | 12           | 161.9        | 23      |
| Александрія Лутітт Меттью Соукуп Ебіґейл Стрейт Маккензі Бойд-Клаус | Нормальний трамплін (змішані команди) | Н/Д          | Н/Д          | Н/Д          | 366.0        | 415.4        | 4 Q          | 372.0        | 429.2        | 5            | 844.6        | 3       |

## Сноубординг
Від Канади на Ігри кваліфікувалися 23 сноубордисти (11 чоловіків і 12 жінок).
Гірські
| Спортсмен          | Дисципліна                    | Кваліфікація | Кваліфікація | 1/8 фіналу            | Чвертьфінал        | Півфінал           | Фінал / БМ         | Фінал / БМ |
| Спортсмен          | Дисципліна                    | Час          | Місце        | Суперник Результат    | Суперник Результат | Суперник Результат | Суперник Результат | Місце      |
| ------------------ | ----------------------------- | ------------ | ------------ | --------------------- | ------------------ | ------------------ | ------------------ | ---------- |
| Себастьян Больє    | Гігантський слалом (чоловіки) | 1:24.52      | 27           | Не потрапив           | Не потрапив        | Не потрапив        | Не потрапив        | 27         |
| Арно Ґоде          | Гігантський слалом (чоловіки) | 1:24.43      | 26           | Не потрапив           | Не потрапив        | Не потрапив        | Не потрапив        | 26         |
| Жюль Лефебвр       | Гігантський слалом (чоловіки) | 1:22.94      | 20           | Не потрапив           | Не потрапив        | Не потрапив        | Не потрапив        | 20         |
| Кейлі Бак          | Гігантський слалом (жінки)    | 1:30.14      | 21           | Не потрапила          | Не потрапила       | Не потрапила       | Не потрапила       | 21         |
| Меґан Фаррелл      | Гігантський слалом (жінки)    | 1:28.37      | 10 Q         | Ульбінґ (AUT) L +0.50 | Не потрапила       | Не потрапила       | Не потрапила       | 12         |
| Дженніфер Гоукріґґ | Гігантський слалом (жінки)    | НФ           | НФ           | Не потрапила          | Не потрапила       | Не потрапила       | Не потрапила       | НФ         |

Фристайл

Чоловіки
| Спортсмен       | Дисципліна | Кваліфікація | Кваліфікація | Кваліфікація | Кваліфікація | Кваліфікація | Фінал       | Фінал       | Фінал       | Фінал       | Фінал |
| Спортсмен       | Дисципліна | 1-ша спроба  | 2-га спроба  | 3-тя спроба  | Найкраща     | Місце        | 1-ша спроба | 2-га спроба | 3-тя спроба | Найкраща    | Місце |
| --------------- | ---------- | ------------ | ------------ | ------------ | ------------ | ------------ | ----------- | ----------- | ----------- | ----------- | ----- |
| Марк Мак-Морріс | Біг-ейр    | 81.50        | 65.75        | 65.75        | 147.25       | 8 Q          | 80.50       | 21.00       | 33.25       | 113.75      | 10    |
| Максанс Парро   | Біг-ейр    | 78.25        | 86.50        | 26.50        | 164.75       | 1 Q          | 28.25       | 94.00       | 76.25       | 170.25      | 3     |
| Дарсі Шарп      | Біг-ейр    | 29.00        | 77.50        | 64.50        | 142.00       | 12 Q         | 20.00       | 82.00       | 5.75        | 87.75       | 12    |
| Себастьян Тутан | Біг-ейр    | 67.00        | 22.50        | 11.25        | 89.50        | 26           | Не потрапив | Не потрапив | Не потрапив | Не потрапив | 26    |
| Ліам Ґілл       | Хафпайп    | 16.75        | 15.50        | Н/Д          | 16.75        | 23           | Не потрапив | Не потрапив | Не потрапив | Не потрапив | 23    |
| Марк Мак-Морріс | Слоупстайл | 62.70        | 83.30        | Н/Д          | 83.30        | 2 Q          | 76.98       | 80.85       | 88.53       | 88.53       | 3     |
| Максанс Парро   | Слоупстайл | 70.11        | 36.68        | Н/Д          | 70.11        | 10 Q         | 79.86       | 90.96       | 36.56       | 90.96       | 1     |
| Дарсі Шарп      | Слоупстайл | 45.46        | 25.15        | Н/Д          | 45.46        | 23           | Не потрапив | Не потрапив | Не потрапив | Не потрапив | 23    |
| Себастьян Тутан | Слоупстайл | 23.68        | 71.06        | Н/Д          | 71.06        | 8 Q          | 52.63       | 30.40       | 54.00       | 54.00       | 9     |

Жінки
| Спортсмен        | Дисципліна | Кваліфікація | Кваліфікація | Кваліфікація | Кваліфікація | Кваліфікація | Фінал        | Фінал        | Фінал        | Фінал        | Фінал |
| Спортсмен        | Дисципліна | 1-ша спроба  | 2-га спроба  | 3-тя спроба  | Найкраща     | Місце        | 1-ша спроба  | 2-га спроба  | 3-тя спроба  | Найкраща     | Місце |
| ---------------- | ---------- | ------------ | ------------ | ------------ | ------------ | ------------ | ------------ | ------------ | ------------ | ------------ | ----- |
| Жасмін Берд      | Біг-ейр    | 69.00        | 60.50        | 69.00        | 129.50       | 10 Q         | 68.75        | 48.75        | 61.25        | 130.00       | 7     |
| Лорі Блуен       | Біг-ейр    | 68.00        | 67.25        | 88.25        | 156.25       | 4 Q          | 13.50        | 86.25        | 28.75        | 115.00       | 8     |
| Брук Фоґт        | Біг-ейр    | 65.00        | 31.00        | 17.50        | 96.00        | 21           | Не потрапила | Не потрапила | Не потрапила | Не потрапила | 21    |
| Брук Д'Гондт     | Хафпайп    | 69.25        | 70.00        | Н/Д          | 70.00        | 10 Q         | 66.75        | 11.00        | 9.00         | 66.75        | 10    |
| Елізабет Госкінґ | Хафпайп    | 10.00        | 70.53        | Н/Д          | 70.53        | 9 Q          | 73.00        | 79.25        | 5.00         | 79.25        | 6     |
| Жасмін Берд      | Слоупстайл | 49.50        | 14.41        | Н/Д          | 49.50        | 16           | Не потрапила | Не потрапила | Не потрапила | Не потрапила | 16    |
| Лорі Блуен       | Слоупстайл | 66.85        | 71.55        | Н/Д          | 71.55        | 7 Q          | 77.96        | 46.70        | 81.42        | 81.42        | 4     |
| Брук Фоґт        | Слоупстайл | 37.11        | 12.78        | Н/Д          | 37.11        | 22           | Не потрапила | Не потрапила | Не потрапила | Не потрапила | 22    |

Сноубордкрос

| Спортсмен       | Дисципліна              | № Посіву | № Посіву | 1/8 фіналу | Чвертьфінал | Півфінал     | Фінал        | Фінал |
| Спортсмен       | Дисципліна              | Час      | Місце    | Місце      | Місце       | Місце        | Місце        | Місце |
| --------------- | ----------------------- | -------- | -------- | ---------- | ----------- | ------------ | ------------ | ----- |
| Еліот Ґронден   | Сноубордкрос (чоловіки) | 1:16.29  | 1        | 1 Q        | 1 Q         | 1 FA         | 2            | 2     |
| Кевін Гілл      | Сноубордкрос (чоловіки) | 1:19.45  | 26       | 4          | Не потрапив | Не потрапив  | Не потрапив  | 27    |
| Ліам Моффатт    | Сноубордкрос (чоловіки) | 1:18.45  | 13       | 3          | Не потрапив | Не потрапив  | Не потрапив  | 19    |
| Зої Берґерманн  | Сноубордкрос (жінки)    | 1:25.84  | 24       | 2 Q        | 4           | Не потрапила | Не потрапила | 15    |
| Тесс Крітчлоу   | Сноубордкрос (жінки)    | 1:26.13  | 26       | 2 Q        | 1 Q         | 3 FB         | 2            | 6     |
| Одрі Макманіман | Сноубордкрос (жінки)    | 1:24.98  | 13       | 2 Q        | 3           | Не потрапила | Не потрапила | 11    |
| Мер'єта О'Дайн  | Сноубордкрос (жінки)    | 1:23.01  | 3        | 1 Q        | 1 Q         | 1 FA         | 3            | 3     |

Змішані
| Спортсмени                   | Дисципліна                      | Чвертьфінал | Півфінал     | Фінал        | Фінал |
| Спортсмени                   | Дисципліна                      | Місце       | Місце        | Місце        | Місце |
| ---------------------------- | ------------------------------- | ----------- | ------------ | ------------ | ----- |
| Тесс Крітчлоу Ліам Моффатт   | Змішаний командний сноубордкрос | 3           | Не потрапили | Не потрапили | =9    |
| Еліот Ґронден Мер'єта О'Дайн | Змішаний командний сноубордкрос | 2 Q         | 2 FA         | 3            | 3     |

Кваліфікаційна легенда: Q - Кваліфікувався до наступного раунду; FA - Кваліфікувався до медального фіналу; FB - Кваліфікувався до втішного фіналу

## Ковзанярський спорт
Від Канади кваліфікувалося 16 спортсменів (по вісім кожної статі) завдяки результатам у Кубку світу 2021–2022. Склад збірної офіційно оголошено 17 січня 2022 року.
Дистанційні перегони

Чоловіки
| Спортсмен           | Дисципліна | Заїзд    | Заїзд |
| Спортсмен           | Дисципліна | Час      | Місце |
| ------------------- | ---------- | -------- | ----- |
| Лоран Дюбрей        | 500 м      | 34.522   | 4     |
| Антуан Желіна-Больє | 500 м      | 35.840   | 29    |
| Гілмор Джуніо       | 500 м      | 35.162   | 21    |
| Лоран Дюбрей        | 1000 м     | 1:08.32  | 2     |
| Антуан Желіна-Больє | 1000 м     | 1:10.075 | 22    |
| Коннор Гау          | 1000 м     | 1:08.97  | 12    |
| Антуан Желіна-Больє | 1500 м     | 1:48.00  | 23    |
| Коннор Гау          | 1500 м     | 1:44.86  | 5     |
| Тайсон Ланґелаар    | 1500 м     | 1:47.81  | 22    |
| Тед-Ян Блумен       | 5000 м     | 6:19.11  | 10    |
| Тед-Ян Блумен       | 10000 м    | 13:01.39 | 8     |
| Ґрем Фіш            | 10000 м    | 12:58.80 | 6     |

Жінки
| Спортсменка       | Дисципліна | Заїзд   | Заїзд |
| Спортсменка       | Дисципліна | Час     | Місце |
| ----------------- | ---------- | ------- | ----- |
| Марша Гаді        | 500 м      | 38.79   | 21    |
| Бруклін Макдуґалл | 500 м      | 38.84   | 22    |
| Хітер Маклін      | 500 м      | 39.31   | 27    |
| Меддісон Пірмен   | 1000 м     | 1:17.66 | 26    |
| Алекса Скотт      | 1000 м     | 1:15.79 | 12    |
| Івані Блонден     | 1500 м     | 1:56.49 | 13    |
| Меддісон Пірмен   | 1500 м     | 1:59.89 | 24    |
| Івані Блонден     | 3000 м     | 4:06.40 | 14    |
| Валері Мальте     | 3000 м     | 4:04.27 | 12    |
| Ізабель Вайдеман  | 3000 м     | 3:58.64 | 3     |
| Ізабель Вайдеман  | 5000 м     | 6:48.18 | 2     |

Масстарт
| Спортсмен           | Дисципліна          | Півфінал | Півфінал | Півфінал | Фінал | Фінал   | Фінал |
| Спортсмен           | Дисципліна          | Бали     | Час      | Місце    | Бали  | Час     | Місце |
| ------------------- | ------------------- | -------- | -------- | -------- | ----- | ------- | ----- |
| Джордан Белхос      | Масстарт (чоловіки) | 8        | 7:46.05  | 5 Q      | 0     | 7:48.14 | 13    |
| Антуан Желіна-Больє | Масстарт (чоловіки) | 3        | 7:56.93  | 6 Q      | 0     | 8:13.35 | 15    |
| Івані Блонден       | Масстарт (жінки)    | 65       | 8:28.68  | 1 Q      | 40    | 8:14.79 | 2     |
| Валері Мальте       | Масстарт (жінки)    | 3        | 8:35.47  | 7 Q      | 6     | 8:20.46 | 6     |

Командні перегони переслідування
| Спортсмен                                                | Дисципліна                                  | Посівний раунд | Посівний раунд | Півфінал                      | Фінал                          | Фінал |
| Спортсмен                                                | Дисципліна                                  | Час            | Місце          | Суперник Час                  | Суперник Час                   | Місце |
| -------------------------------------------------------- | ------------------------------------------- | -------------- | -------------- | ----------------------------- | ------------------------------ | ----- |
| Джордан Белхос Тед-Ян Блумен Коннор Гау Тайсон Ланґелаар | Командні перегони переслідування (чоловіки) | 3:40.17        | 5 FC           | Не потрапив                   | Південна Корея (KOR) W 3:40.39 | 5     |
| Івані Блонден Валері Мальте Ізабель Вайдеман             | Командні перегони переслідування (жінки)    | 2:53.99        | 2 Q            | Нідерланди (NED) W 2:54.96 FA | Японія (JPN) W 2:53.43 OR      | 1     |

Кваліфікаційна легенда: Q - Кваліфікувався до наступного раунду; FA - Кваліфікувався до медального фіналу; FB - Кваліфікувався до фіналу за бронзову медаль; FC - Кваліфікувався до фіналу за 5-те місце; FD - Кваліфікувався до фіналу за 7-ме місце